# Женевський музей мистецтва і історії
Женевський музей мистецтва і історії (фр. Musée d'art et d'histoire de Genève) — історико-художній музей в місті Женева, Швейцарія.

## Споруда

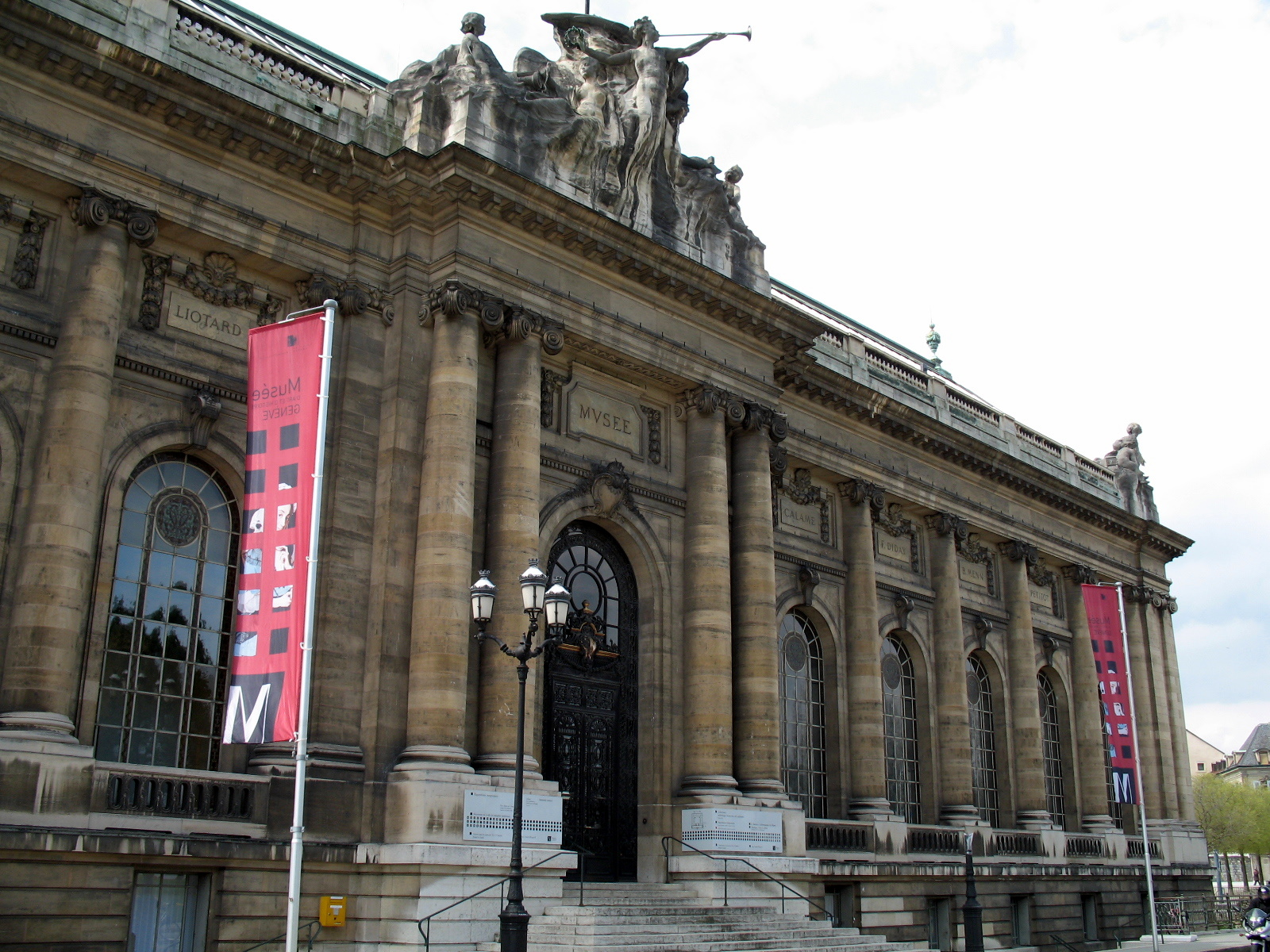
Головний фасад музею

Теперішня споруда музею створена 1910 року в стилістиці пафосного історизму. Проект створив архітектор з Женеви Камолетті. Головний фасад має колони іонічного ордера і пафосну скульптуру на аттику даха, як символ значущості суспільної споруди, котрої тоді ще не мало місто. Між колонами висічені в камені імена женевських художників, скульпторів, граверів, мініатюристів, що працювали в Женеві. Поверх під дахом відведено під археологічні колекції, під експозиції історії Швейцарії і Женеви. Окремі зали віддані під виставку старовинної зброї та кабінет нумізматики. Музейні колекції на кінець 20-початок 21 ст. збільшились настільки, що музейна бібліотека, графічний кабінет, колекції кераміки, музичні інструменти переведені у окремі споруди.

## Музей Рат або виставкове приміщення
Швейцарець з Женеви Симон Рат відбув на заробітки у Санкт-Петербург. Був військовим і вислужив чин генерала, заощаджував гроші і вивіз їх у Женеву. Старий Симон Рат перед смертю заповідав гроші двом своїм сестрам з наказом вибудувати суспільно значущу споруду. Одна із сестер була художницею-мініатюристкою, тому обрала варіант зі створенням в місті художнього музею, котрого ще не було в Женеві. Так виник музей Рат, котрий відкрили для відвідин 31 липня 1826 року. Сюди передали збірки живопису і скульптури, що вже були серед міського майна. Музей Рат майже 80 років демонстрував художні колекції міста Женева. По вибудові 1910 року нового приміщення для музейних колекцій він став виставковим приміщенням музею мистецтва і історії.

## Характер збірок

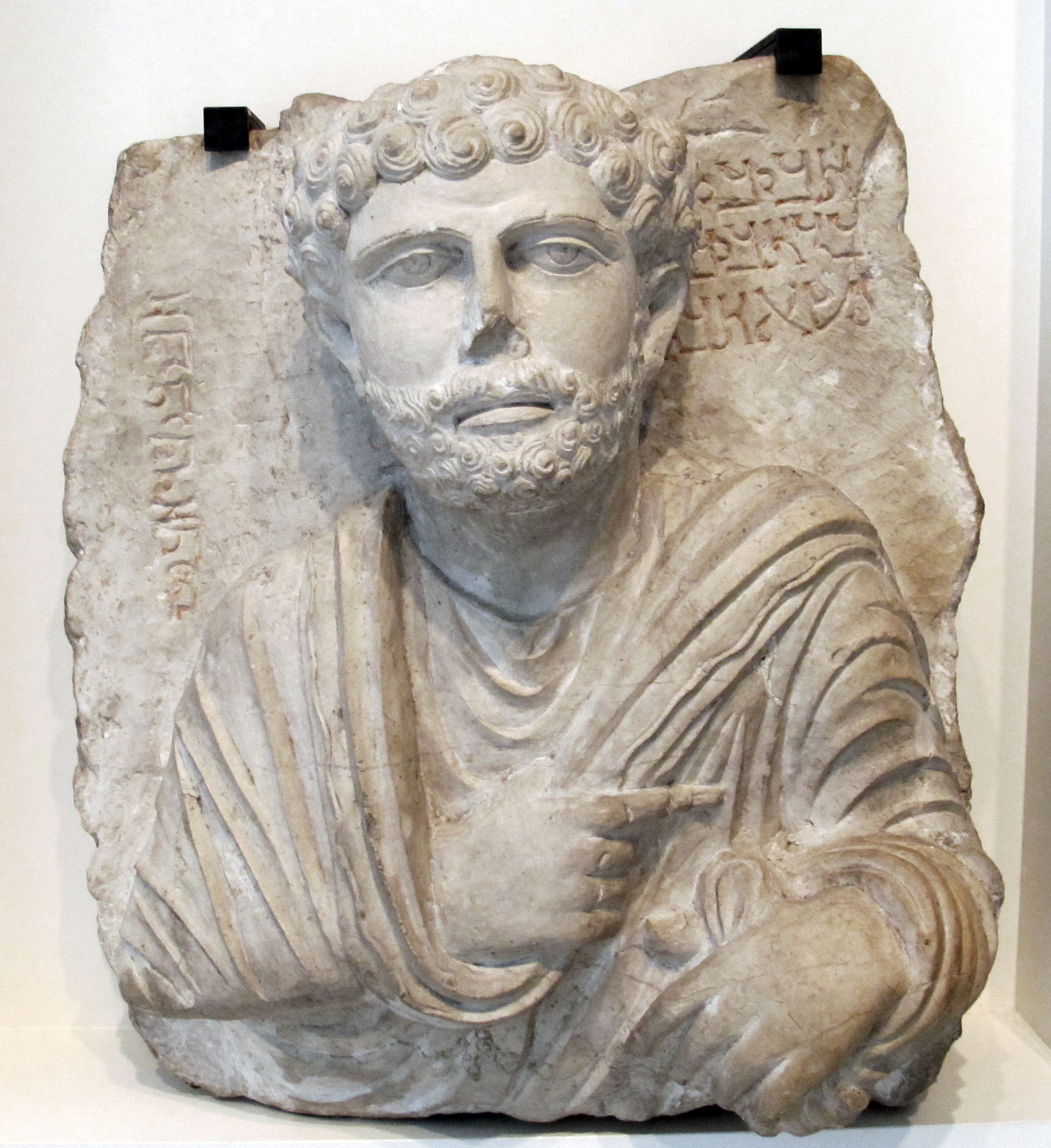
Надгробковий портрет Пальміри. Чоловічий надгробок, бл. 200 р. н. е. Женевський музей мистецтва і історії, Швейцарія

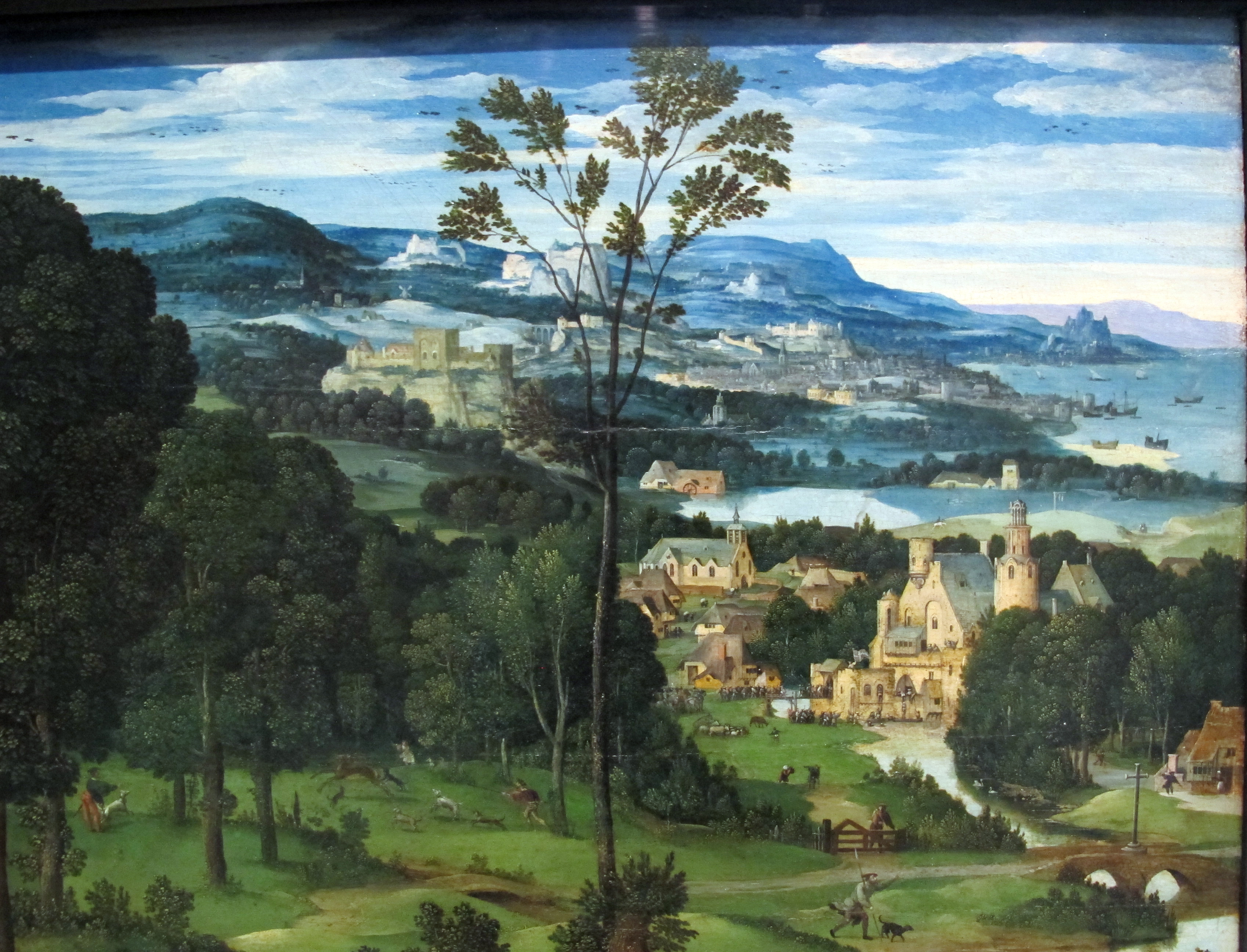
Йоахим Патінір. «Пейзаж з мисливцями», бл. 1530 р.

Женевський музей мистецтва і історії мав власний характер збірок, бо виник не як колекція королівської родини чи вельможі, а як колекція міської громади. Так, в ратушу міста ще 1535 року передали старовинні монети і медалі, знайдені при будівельних роботах.
Женева була осередком виникнення і підтримки протестантизму, що забороняв релігійний живопис. Це пригальмувало розвиток швейцарського живопису. Так заборони реформатора Жана Кальвіна діяли в місті Женева до середини 18 ст. Але винятком був портретний жанр. З доби Кальвіна збережена колекція портретів особливо набожних та фанатично відданих протестантизму (кальвінізму) осіб, котру зібрав послідовник Кальвіна — Теодор де Без.
В 17 cт. в місті існувало щонайменше три приватні збірки творів мистецтва. Перелом в накопиченні творів мистецтва прийшовся на 18 ст. зі зміцненням фінансового стану городян і світськими за характером, цивільними настановами доби просвітництва. Наприкінці 18 ст. Женева увійшла до складу Франції і тут запанували французькі моди, а з ними і мода на колекціонування у заможних городян. Приватна збіка Франсуа Троншена наприкінці 18 ст. мала близько одинадцяти творів Рембрандта і його майстерні, «Портрет короля Іспанії Філіпа IV» пензля Дієго Веласкеса, поодинокі зразки творів Рубенса, Клода Лоррена, Пуссена та інших. Твори не були розкішними чи завеликих розмірів, бо не призначались для декорування феодальних замків чи вельможних палаців. Тому в музейній збірці мало видатних шедеврів, на кшталт тих, що прикрашають нині Дрезденску картинну галерею, Національний музей Прадо чи музей Каподімонте, котрі починались як збірки королівських чи вельможних родин.
Тим не менше музейна збірка в Женеві досить різнобічна і в картинній галереї має цікаві зразки французьких, нідерландських та швейцарських майстрів.
Збільшення колекцій не припиняється. Так, в картину галерею придбані твори імпресіоністів Франції. Серед представлених в галереї митців (нехай не всі вони шедеври) — 
- Йоахим Патінір
- Конрад Віц
- Гендрік Аверкамп
- Лукас ван Фалькенборх
- Карел Дюжарден
- Рембрандт
- Корнеліс Енгельберхтс
- Ян ван Кессель
- Якоб ван Гель
- Хуан де Фландерс
- Франсуа Буше
- Елізабет Віже-Лебрен
- Клод Моне
- Джеймс Тіссо
- Амедео Модільяні
- Фердинанд Ходлер
- Фелікс Валлотон
- Альфред Сіслей
- Джованні Джакометті
- Жан-Етьєн Ліотар
- Теодор Жеріко
- Альбер Марке
- Моріс Утрілло

## Артефакти Стародавньої Греції

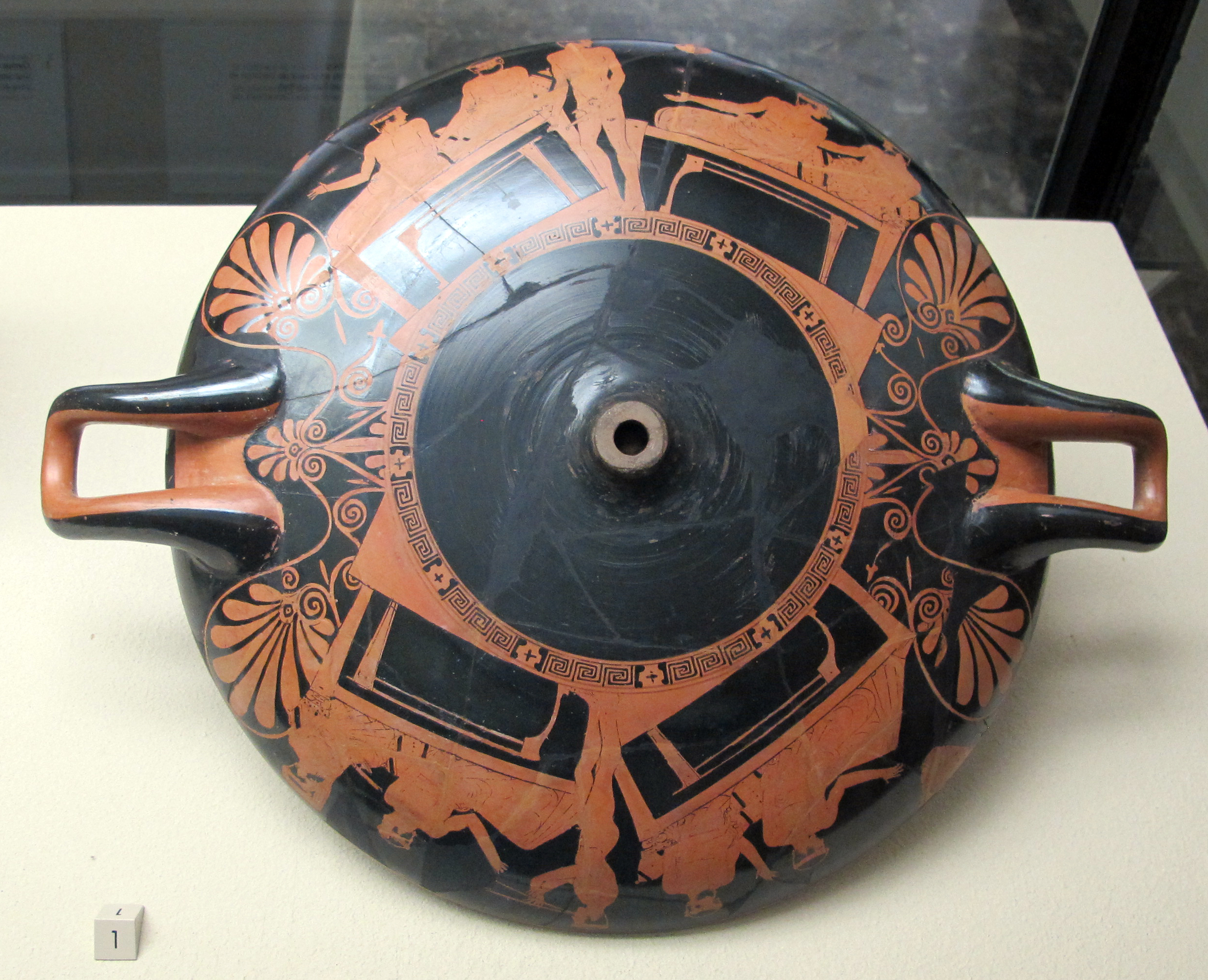
Сцена сакрального бенкета, червонофігурний вазопис, 470—460 рр. до н. е.

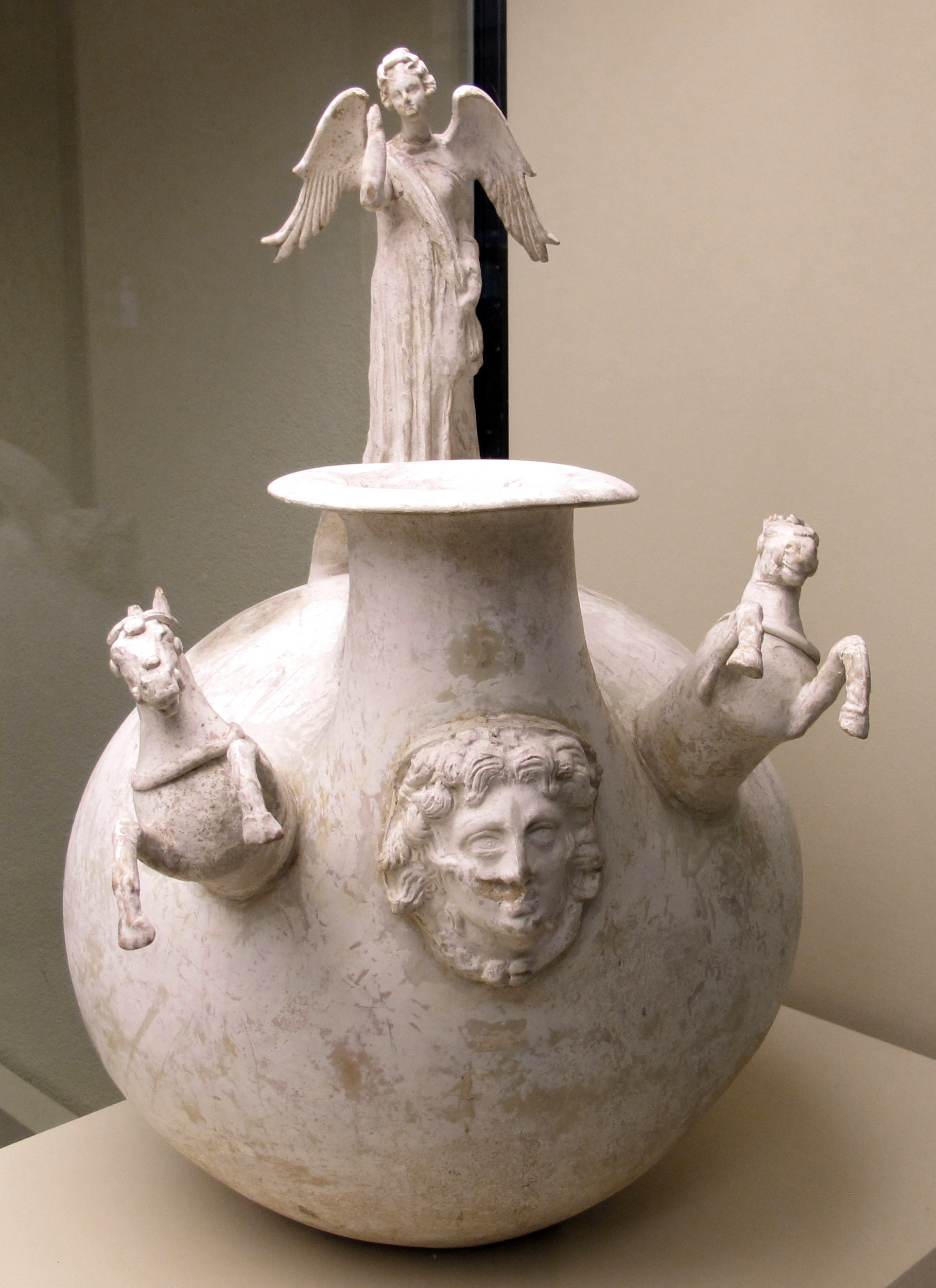
Аскос з фігурою богині Перемоги і конями, 3 ст. до н.е.
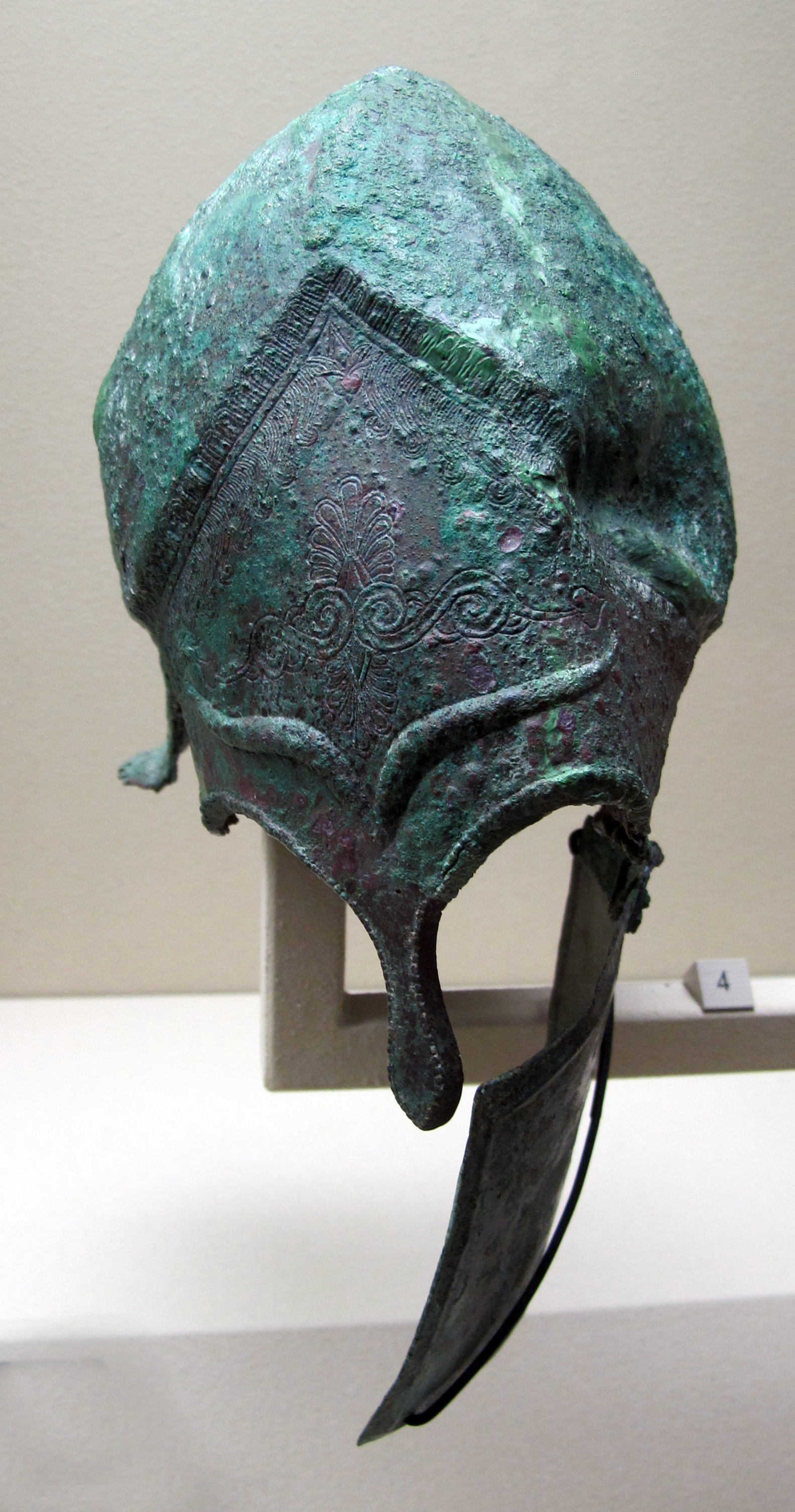
Уламок грецького шолома з розкопок, 530-500 рр. до н.е.
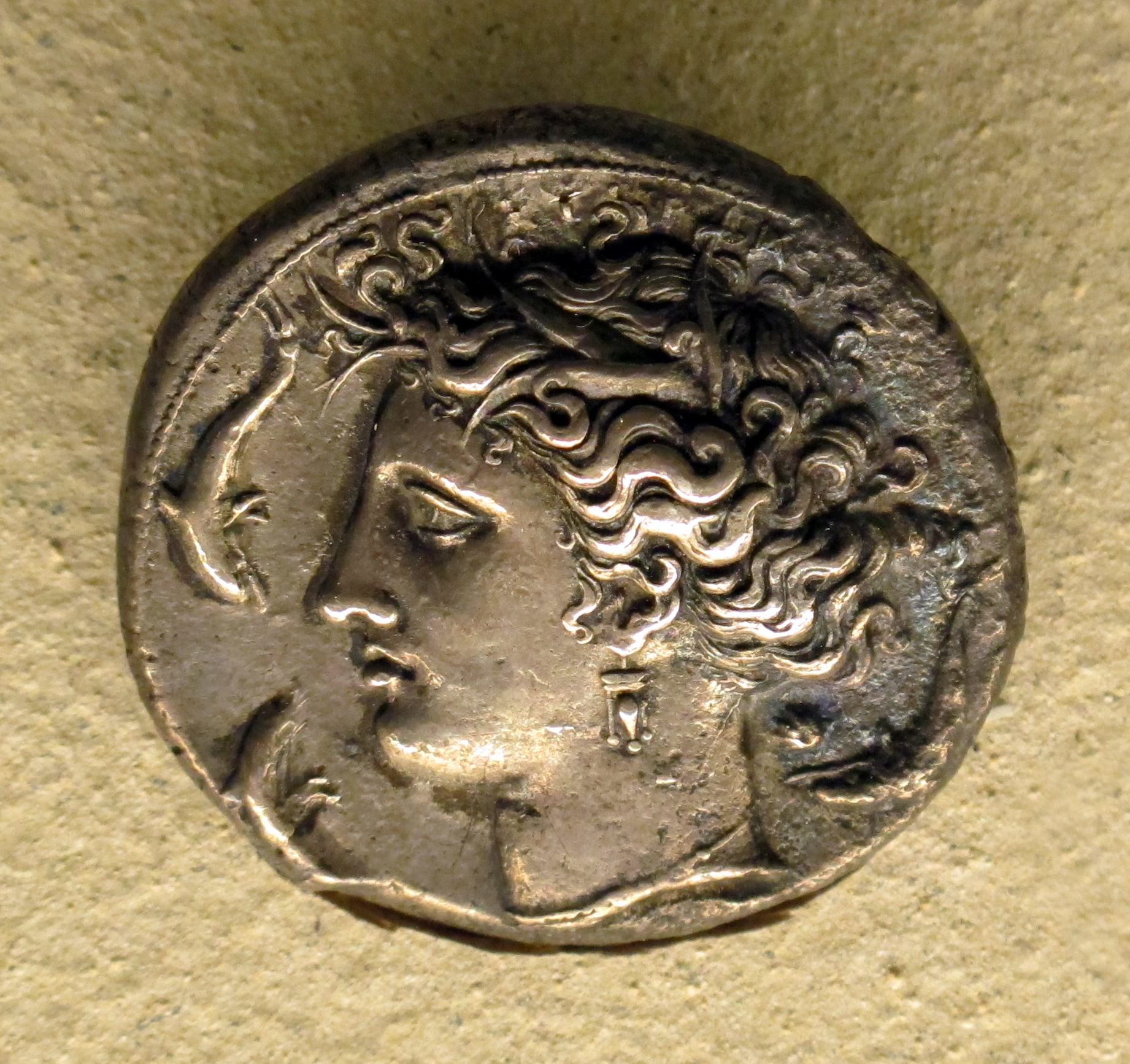
Монета з міста Сіракузи, Сицилія, декадрахма з головою Аретузи, 400 р. до н.е.
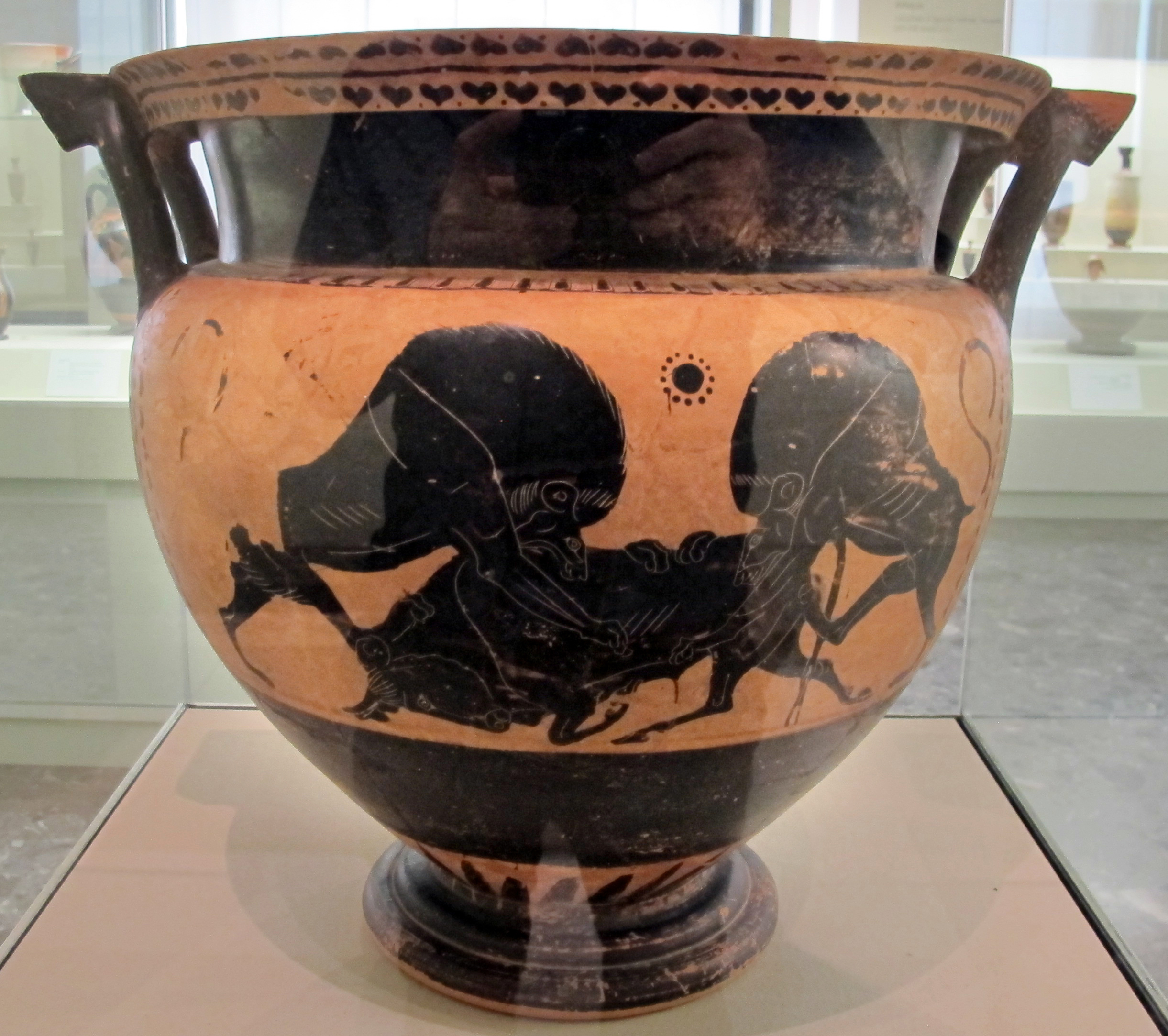
Чорнофігурний кратер, «Леви уполювали бика», Аттика, 530-520 рр. до н.е.
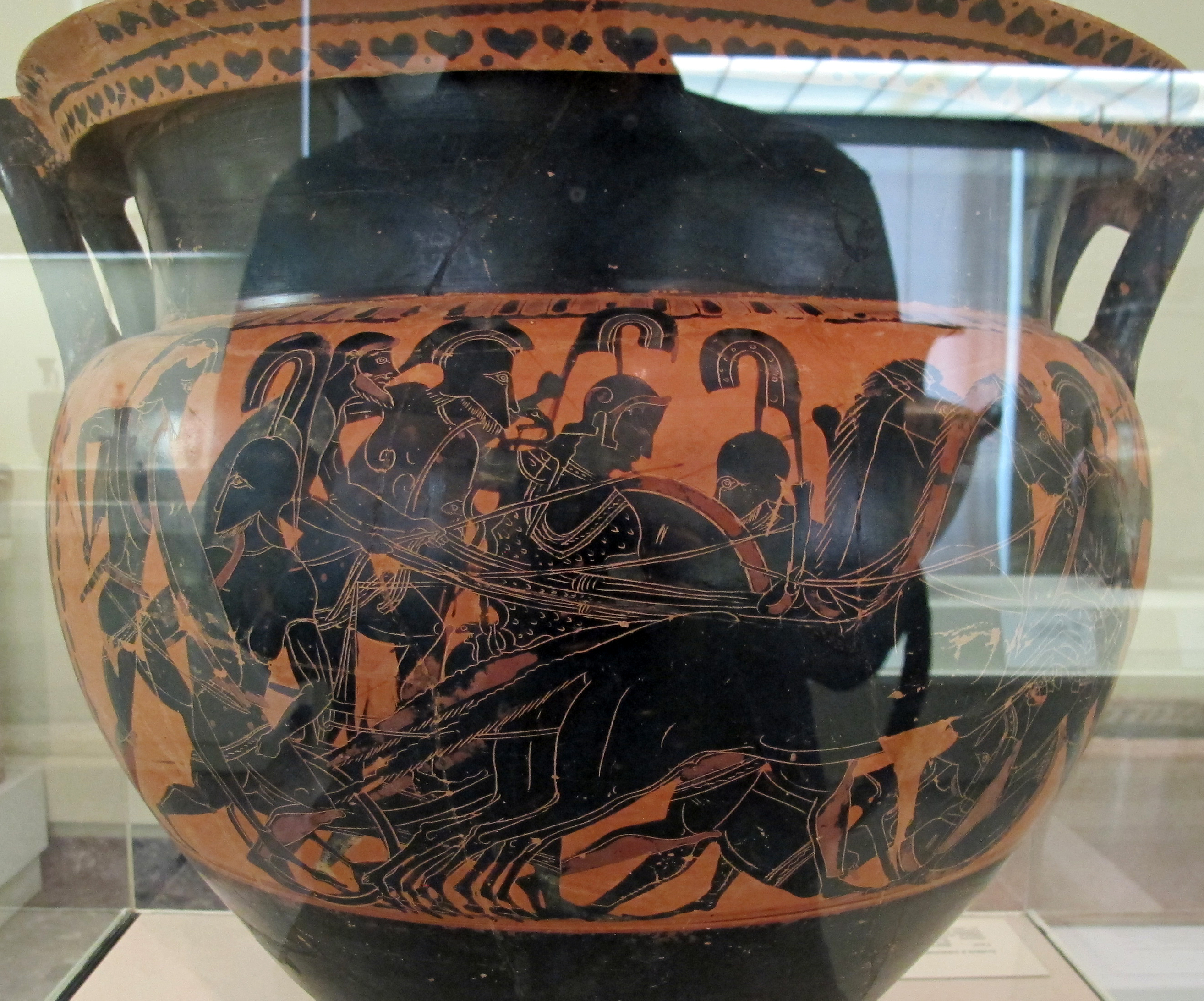
Кратер з левами, що уполювали бика. Сцена з колісницями, Аттика, чорнофігурний вазопис, 530-520 рр. до н.е.
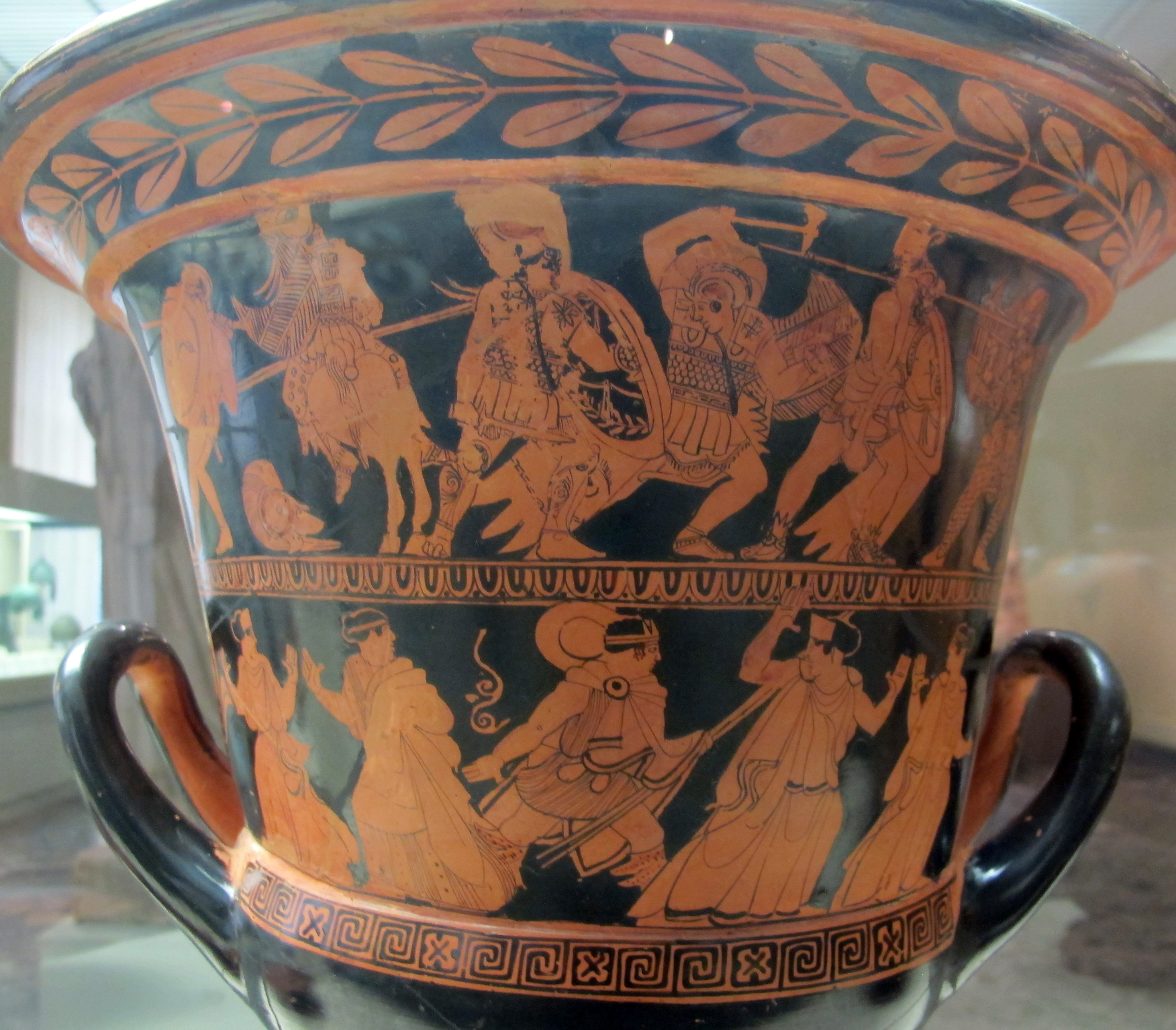
Кратер, «Амазономахія», 450 рр. до н.е., червонофігурний вазопис
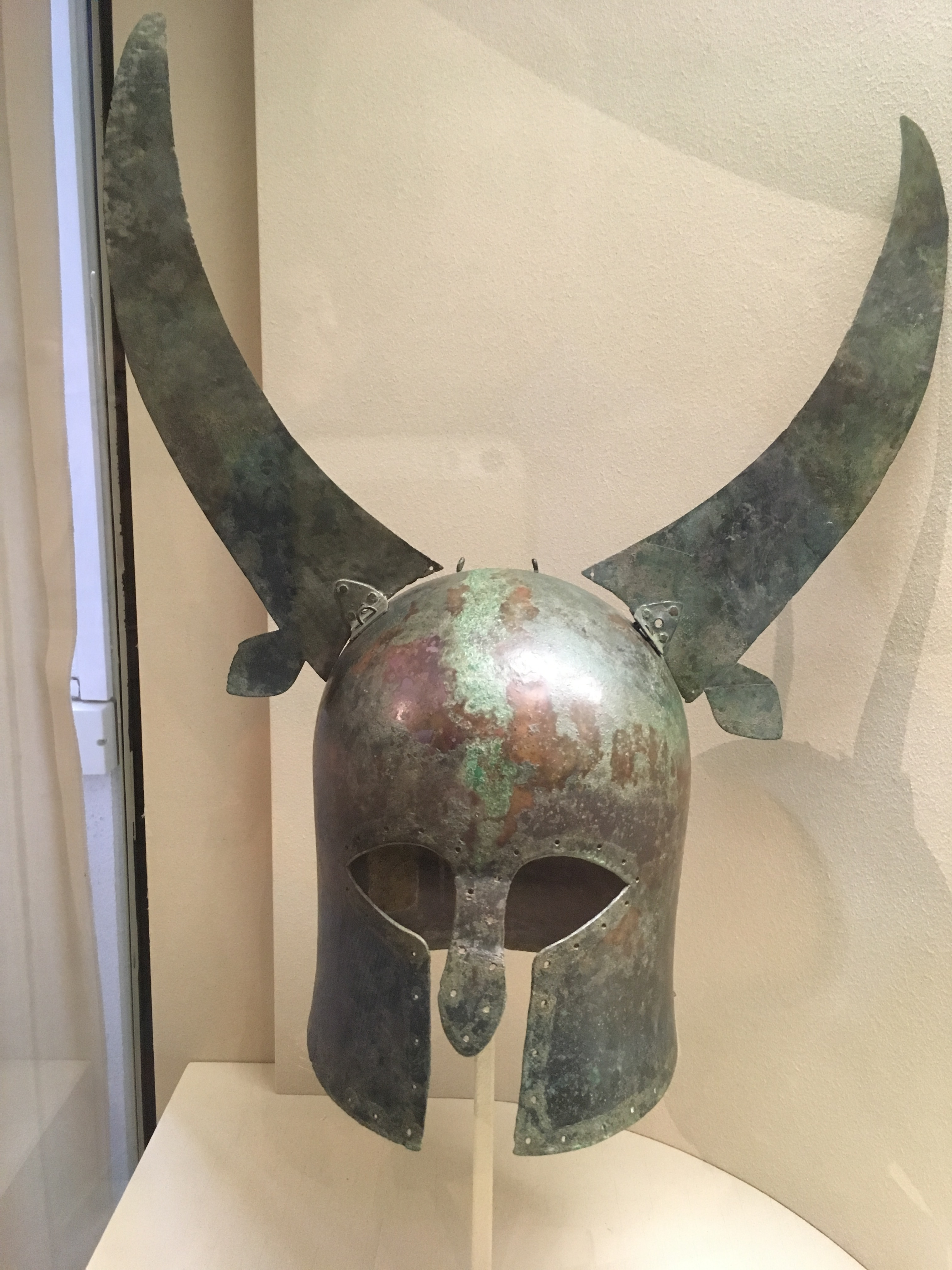
Апуло-коринфський шолом з антенами у вигляді ріг[7], приблизно 650 р. до н.е.

## Візантійські артефакти

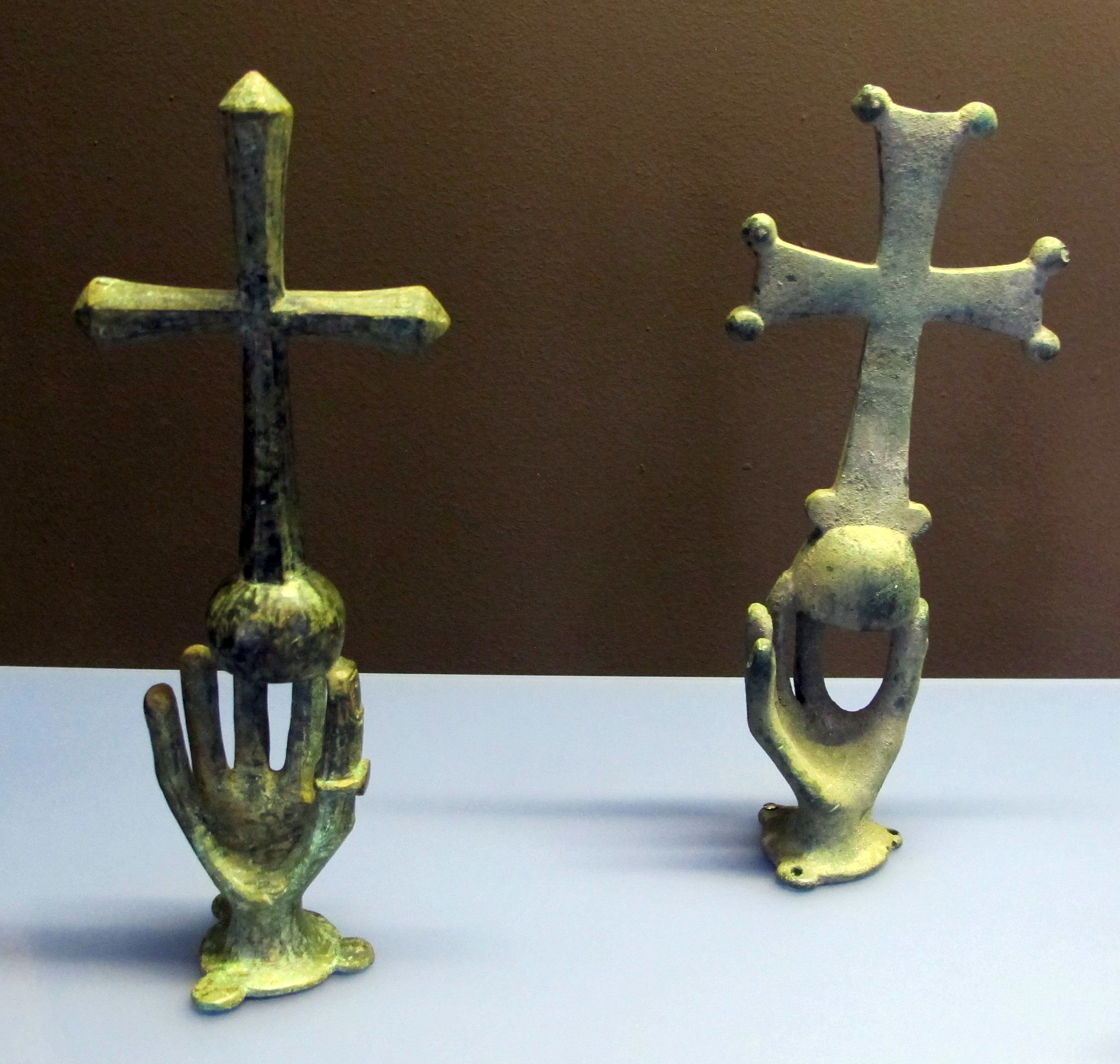
«Вотивні руки з хрестами», 6-7 ст. н.е.
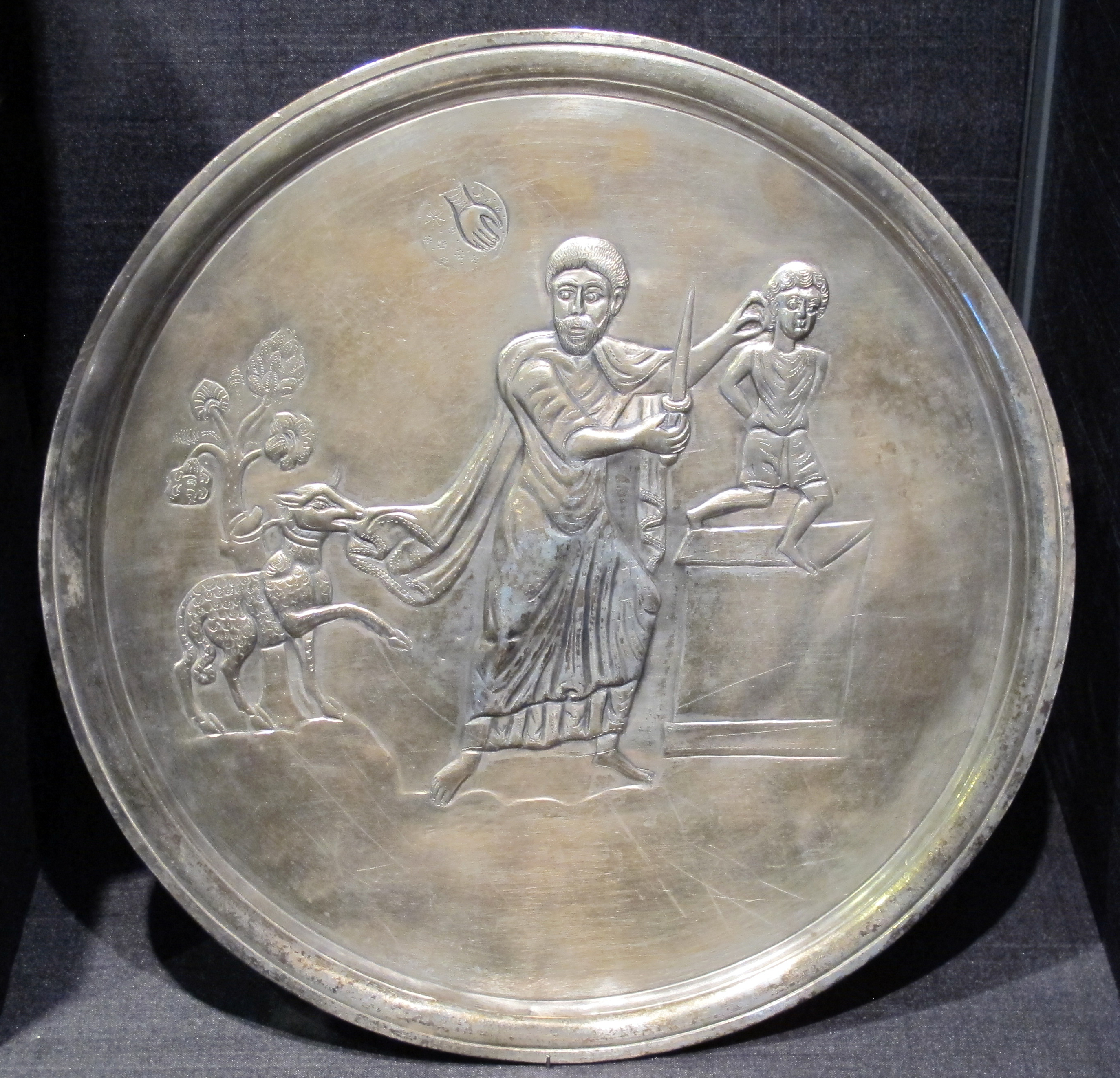
Срібна таріль «Жертвоприношення Ісаака», 6 ст. н.е., константинопольські майстерні
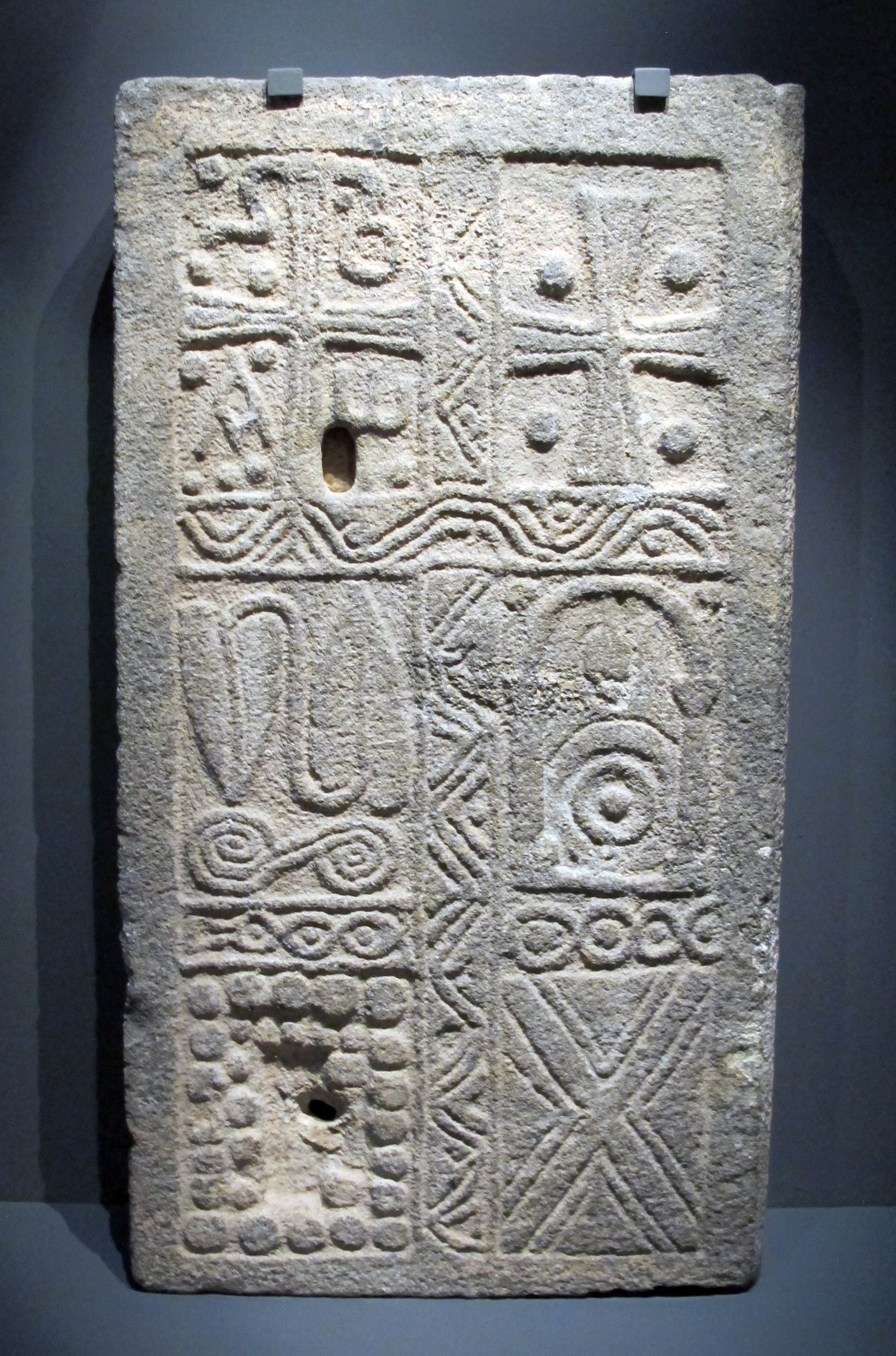
Кам'яний рельєф із Сирії,  6 ст. н.е.
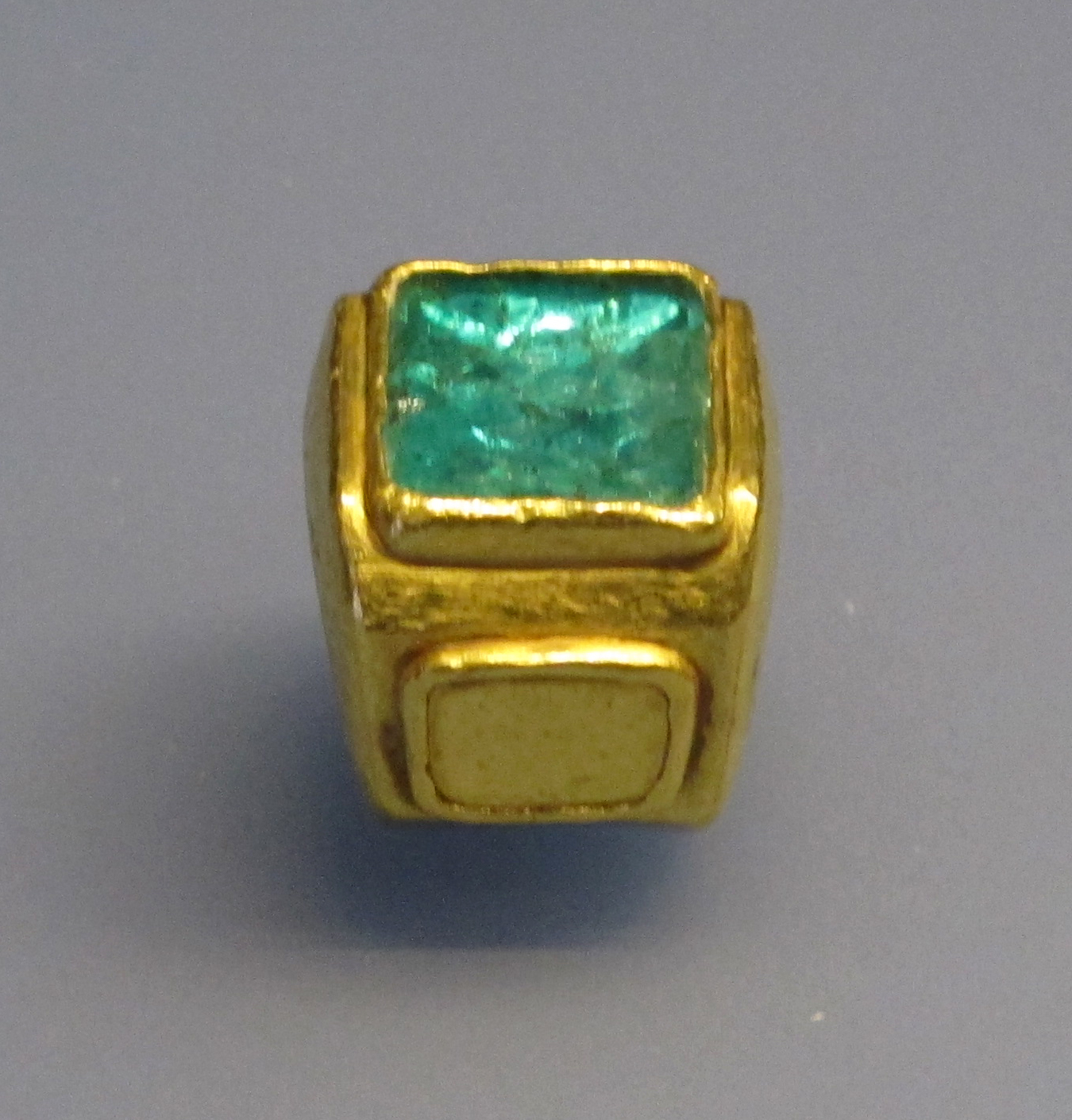
Візантійська каблучка зі смарагдом

## Скульптура в збірці

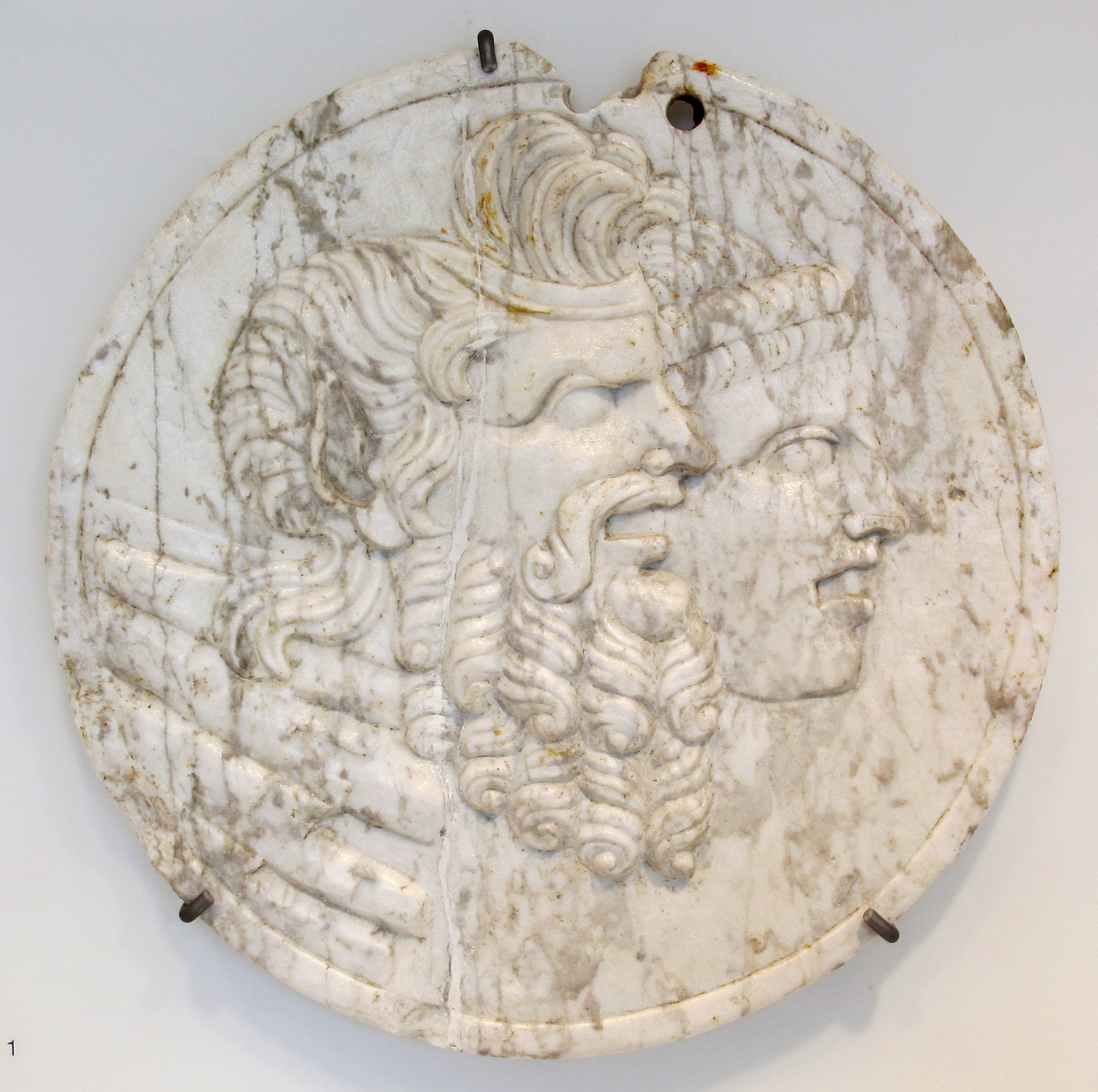
Маски сатира і вакханки, Римська імперія, 1 ст. н. е.

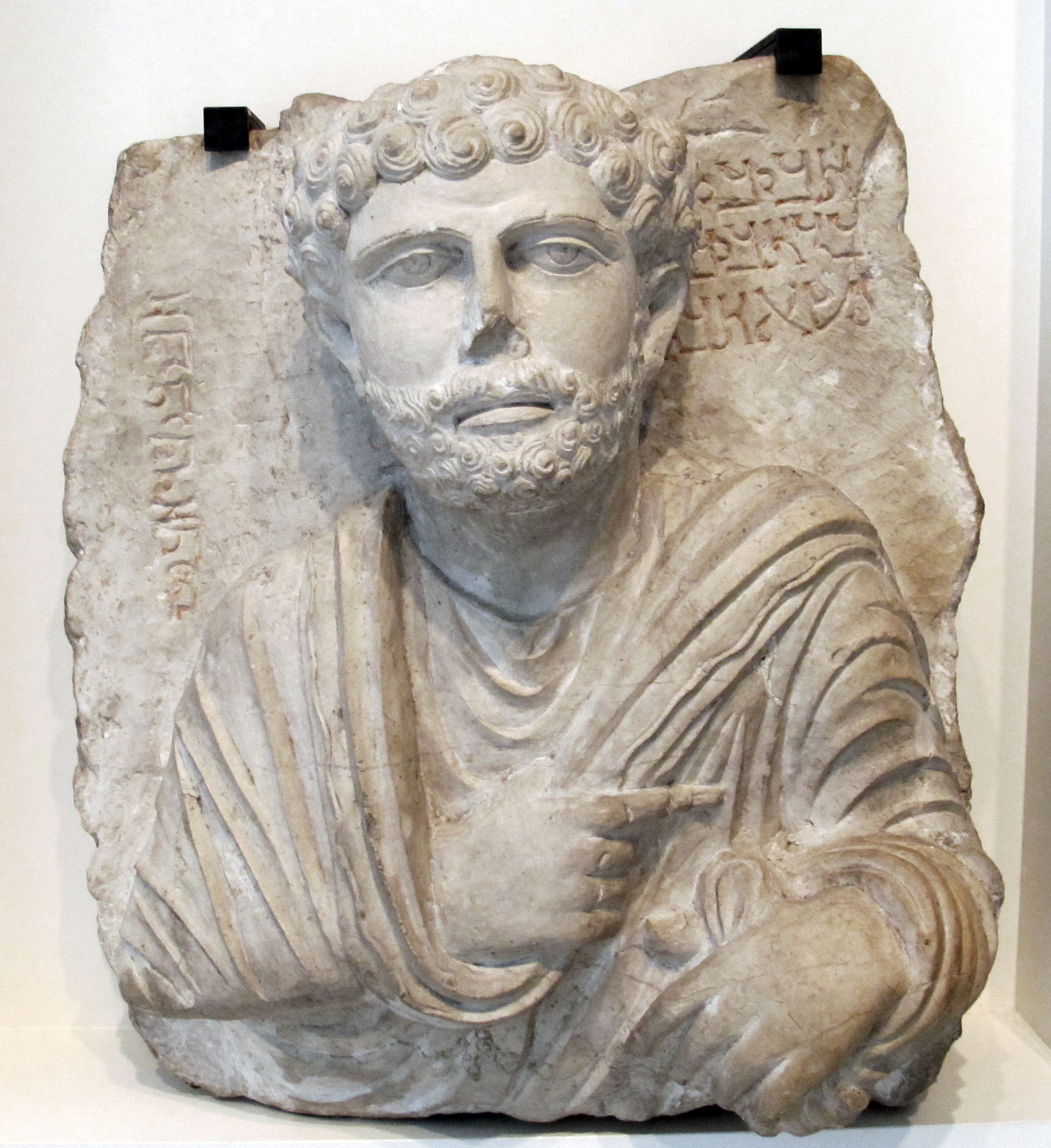
Чоловічій надгробок з Пальміри, до 150 р. до н.е.
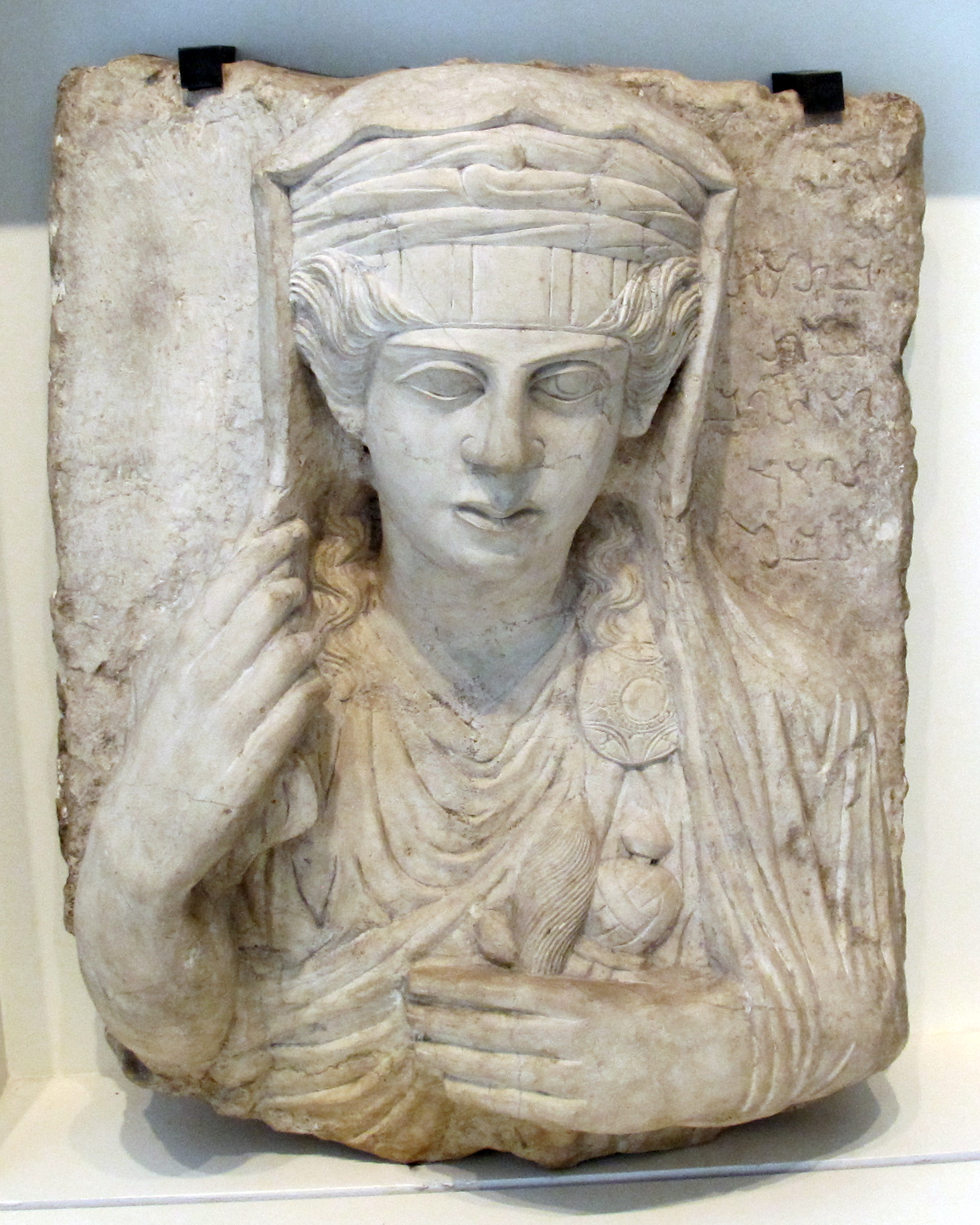
Жіночий надгробок з Пальміри, до 150 р. до н.е.
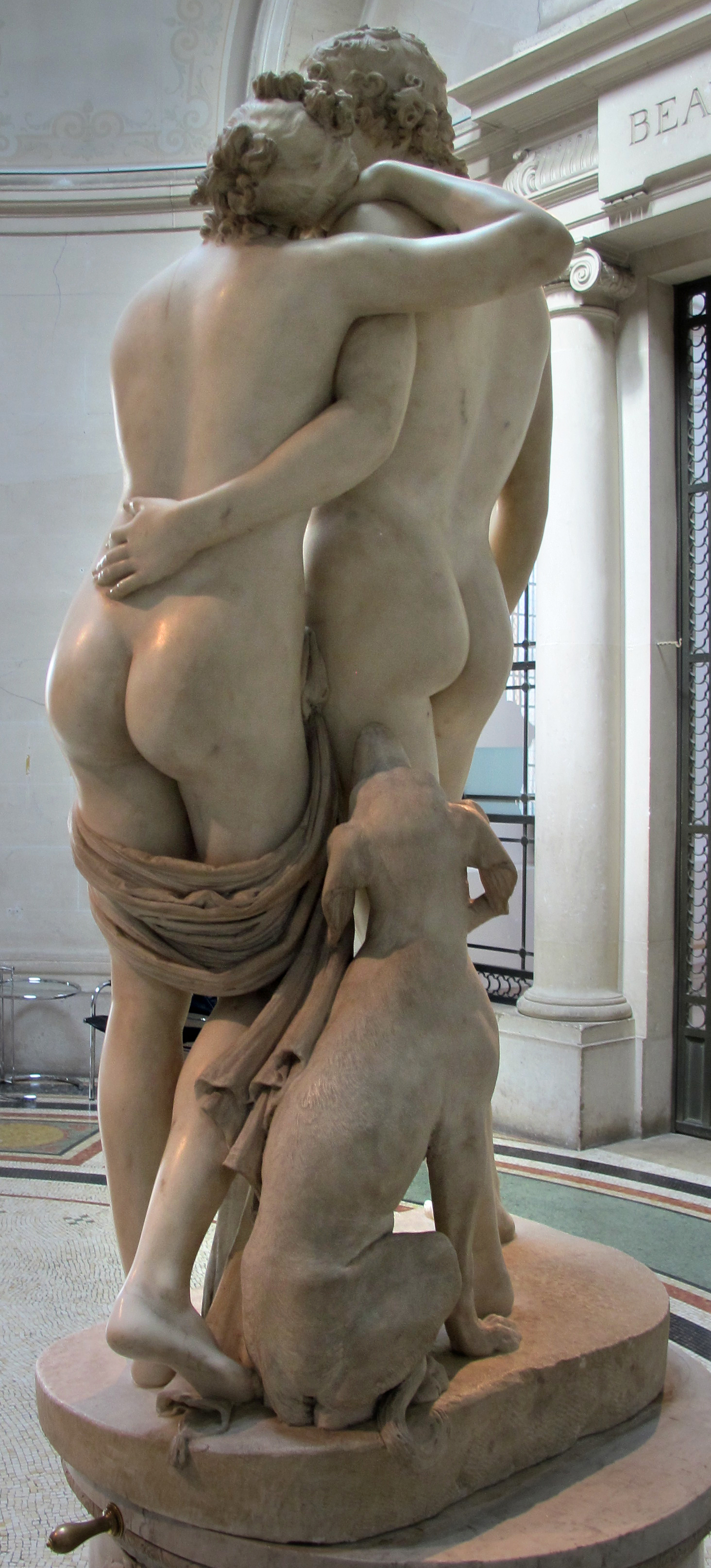
Антоніо Канова. «Венера і Адоніс»
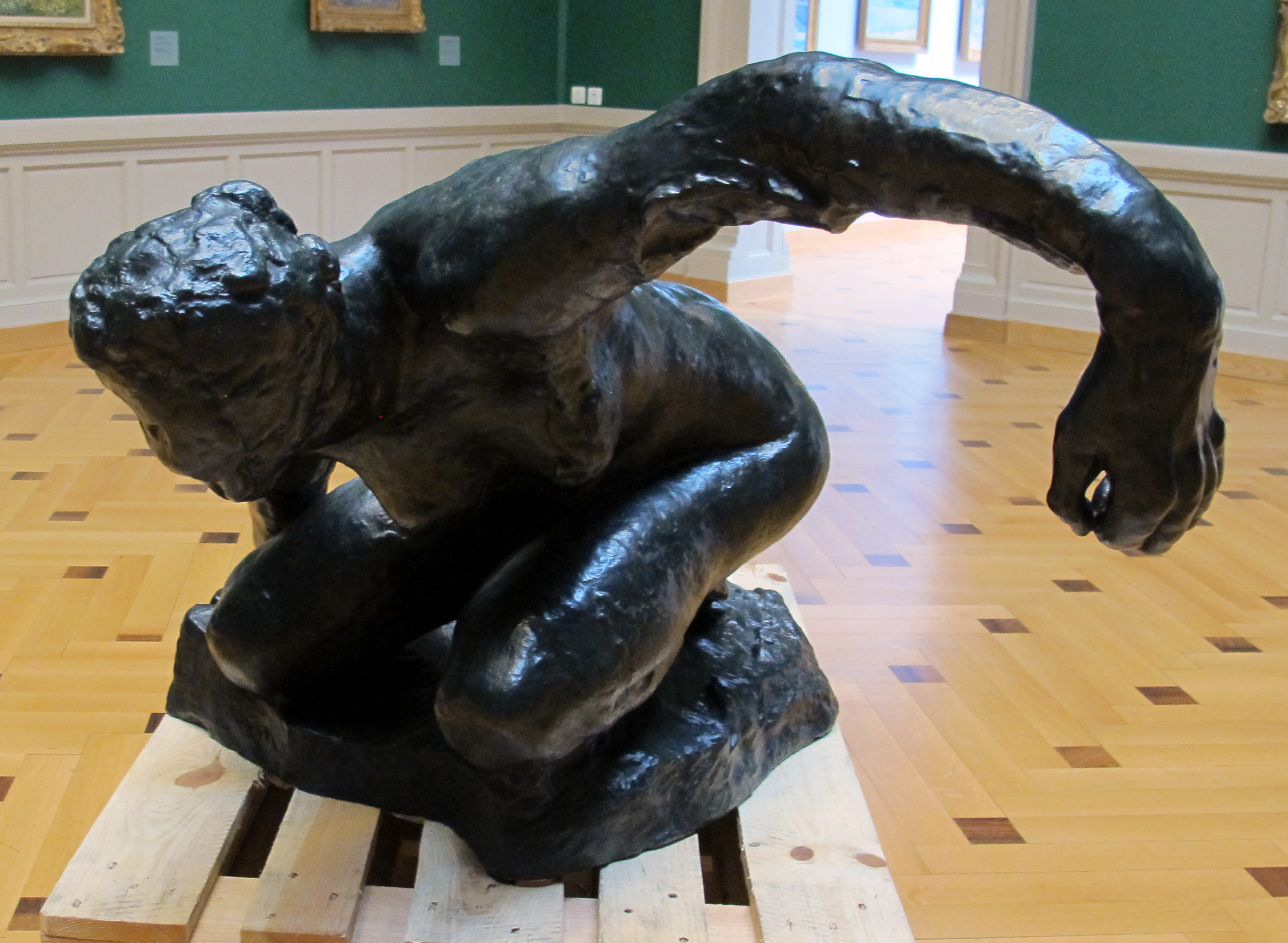
Огюст Роден. «Муза трагедії», частина монумента письменника Віктора Гюго, 1890 р.

## Копії грецьких оригіналів і погруддя доби Стародавнього Рима

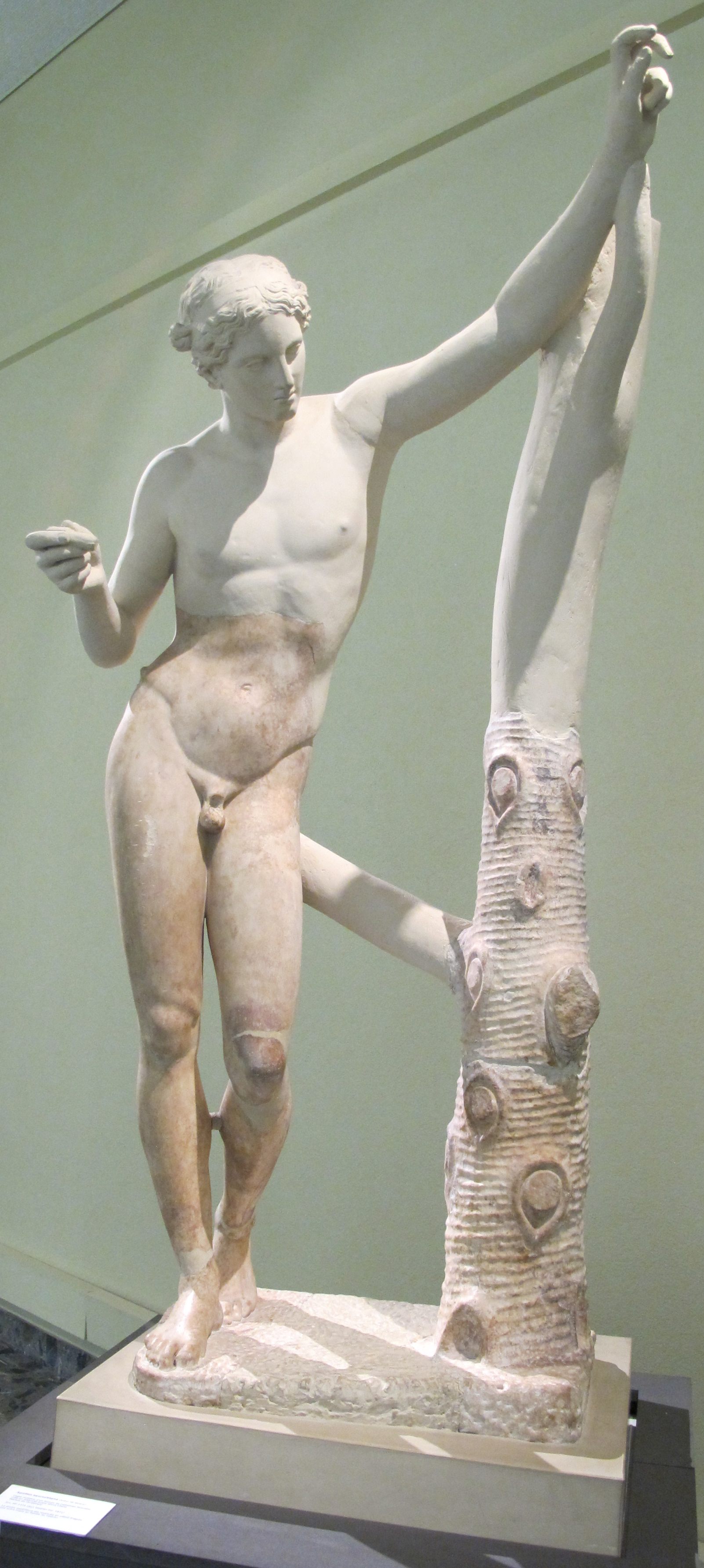
Пракситель. «Аполлон Сауроктон», римська копія з давньогрецького оригінала, надто реставрована і доповнена
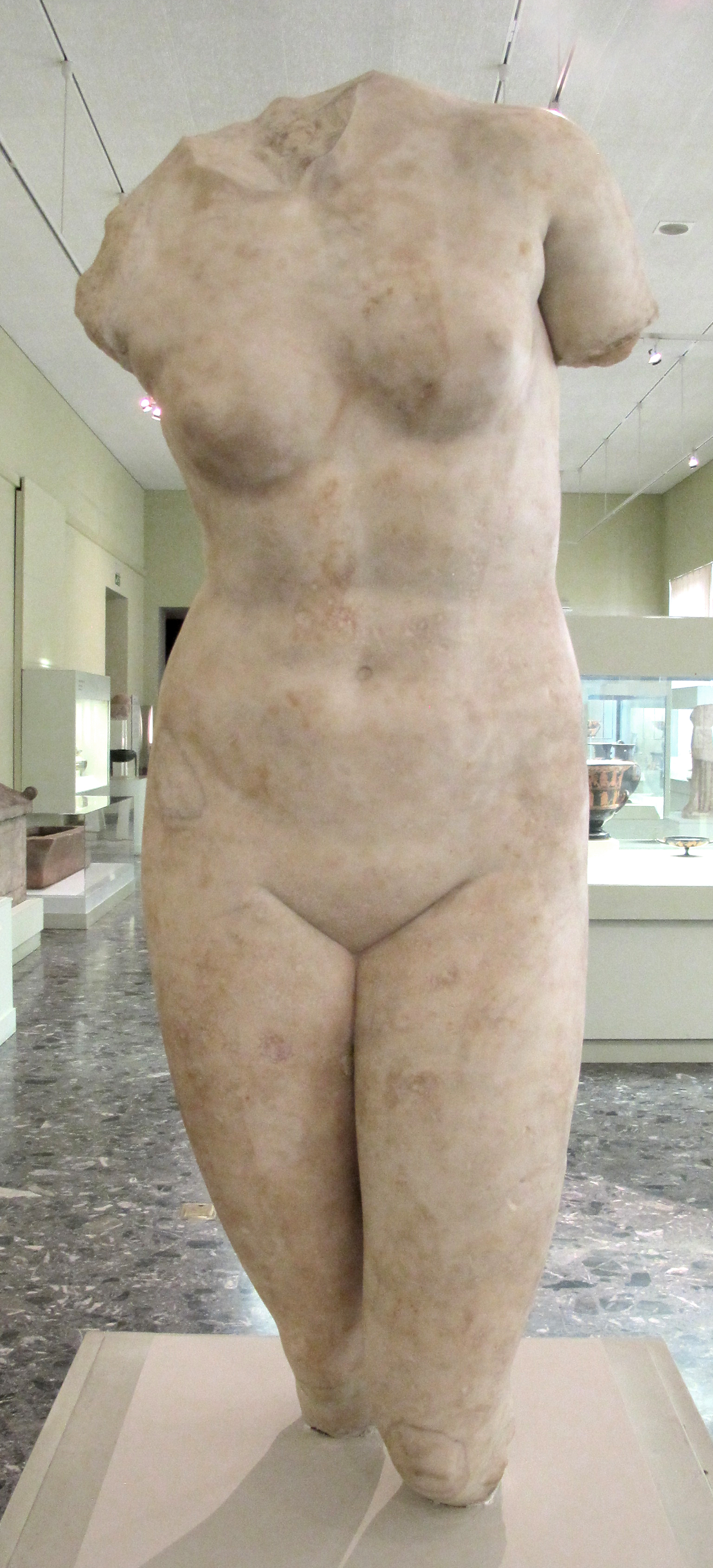
Праксітель. Афродіта Кнідська, уламок торса, римська копія з давньогрецького оригінала.
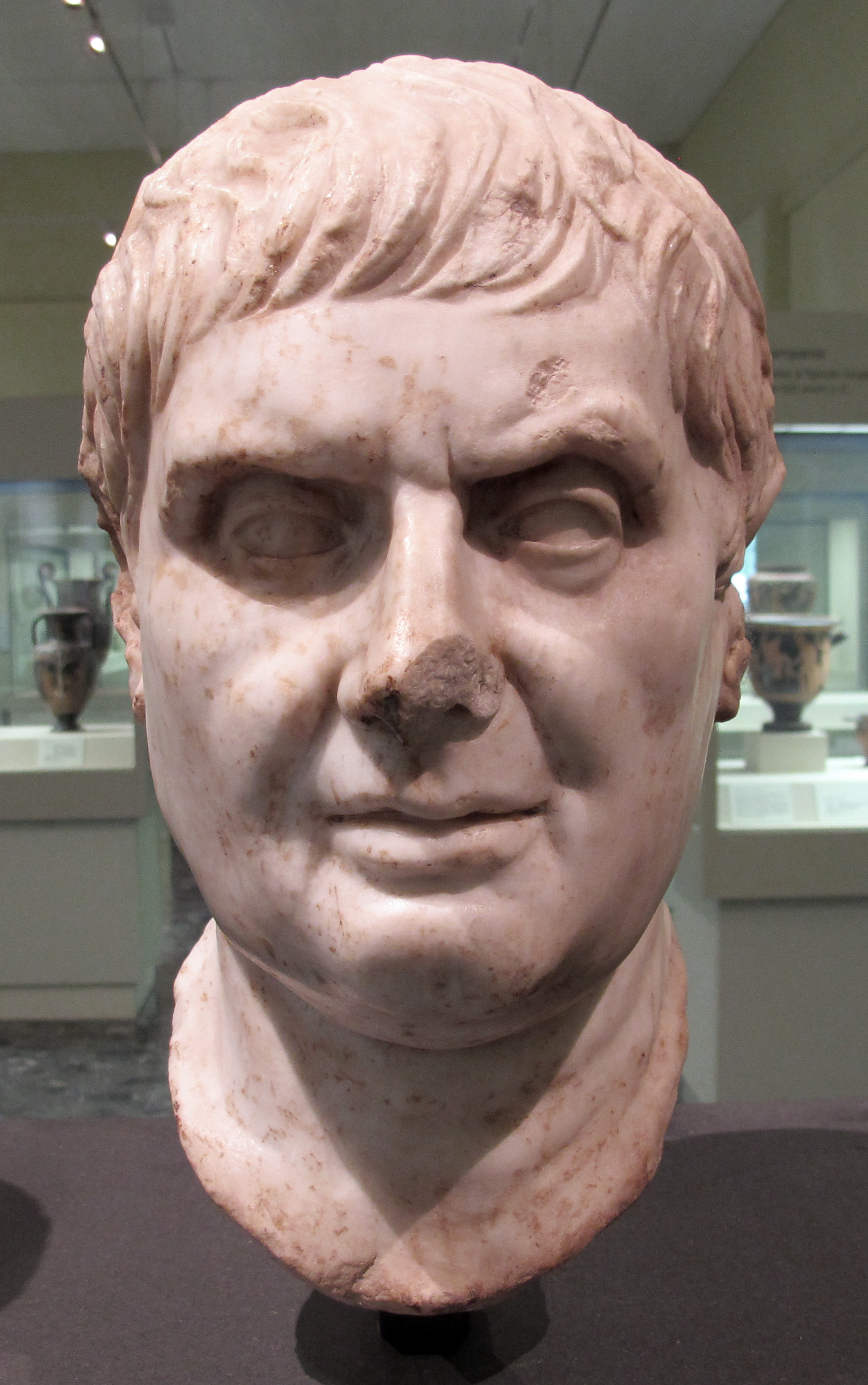
«Поет Посідіпп», римська копія 50-25 рр. до н.е.
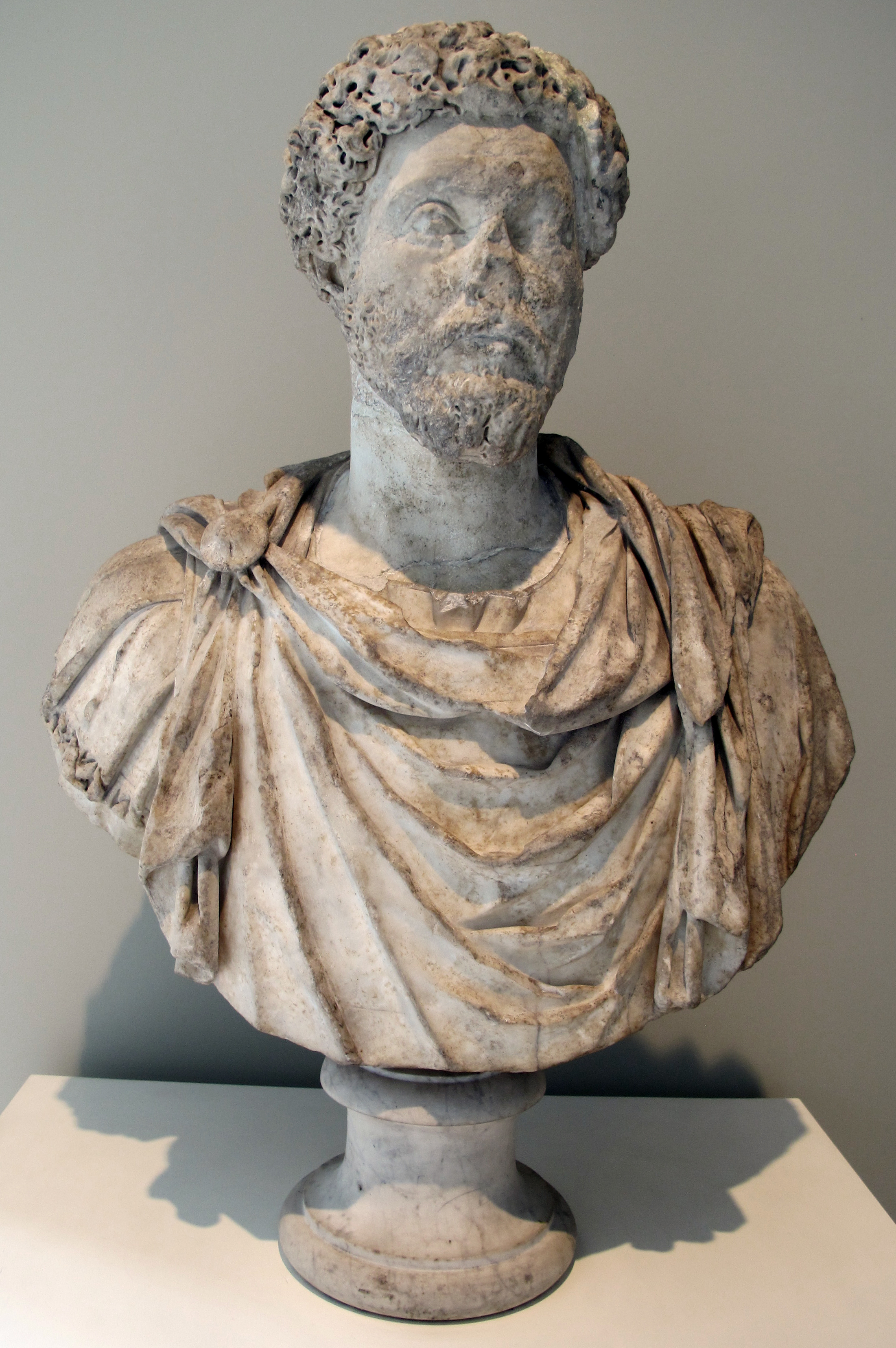
«Імператор Марк Аврелій», до 169 р. н.е.
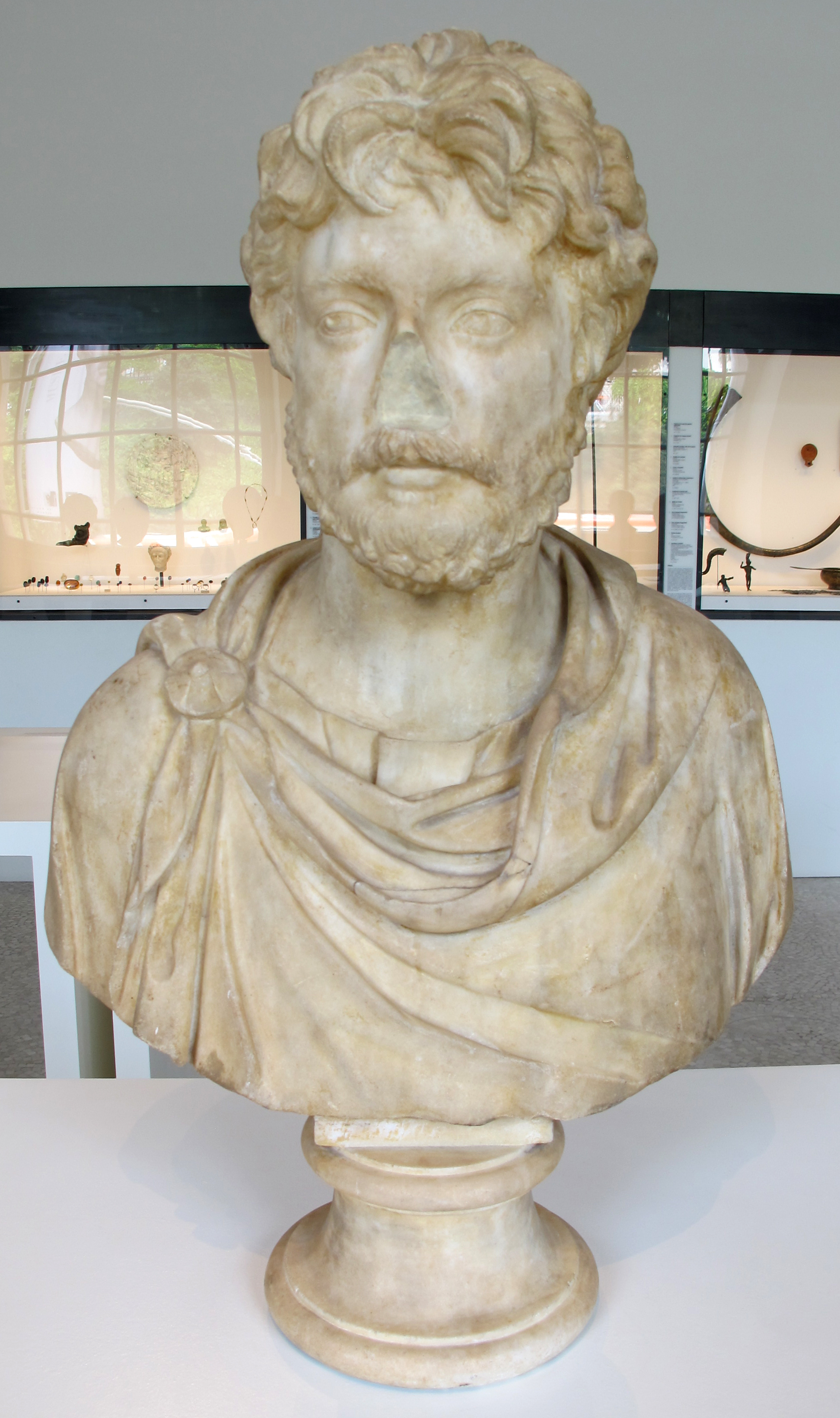
«Люцій Вер», до 160 р. н.е.
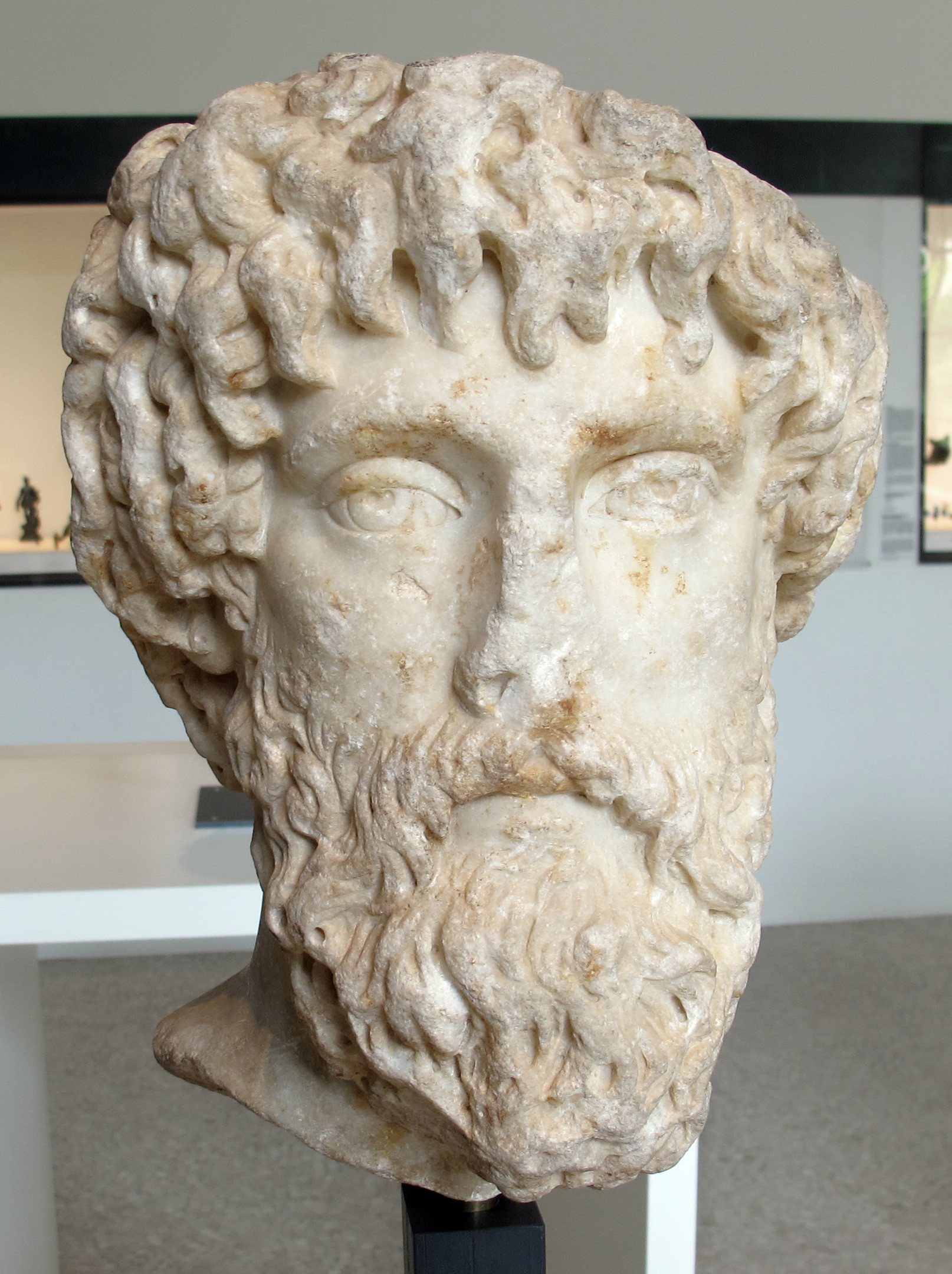
«Септимій Север», до 211 р. н.е.

## Портрети олійними фарбами в збірці

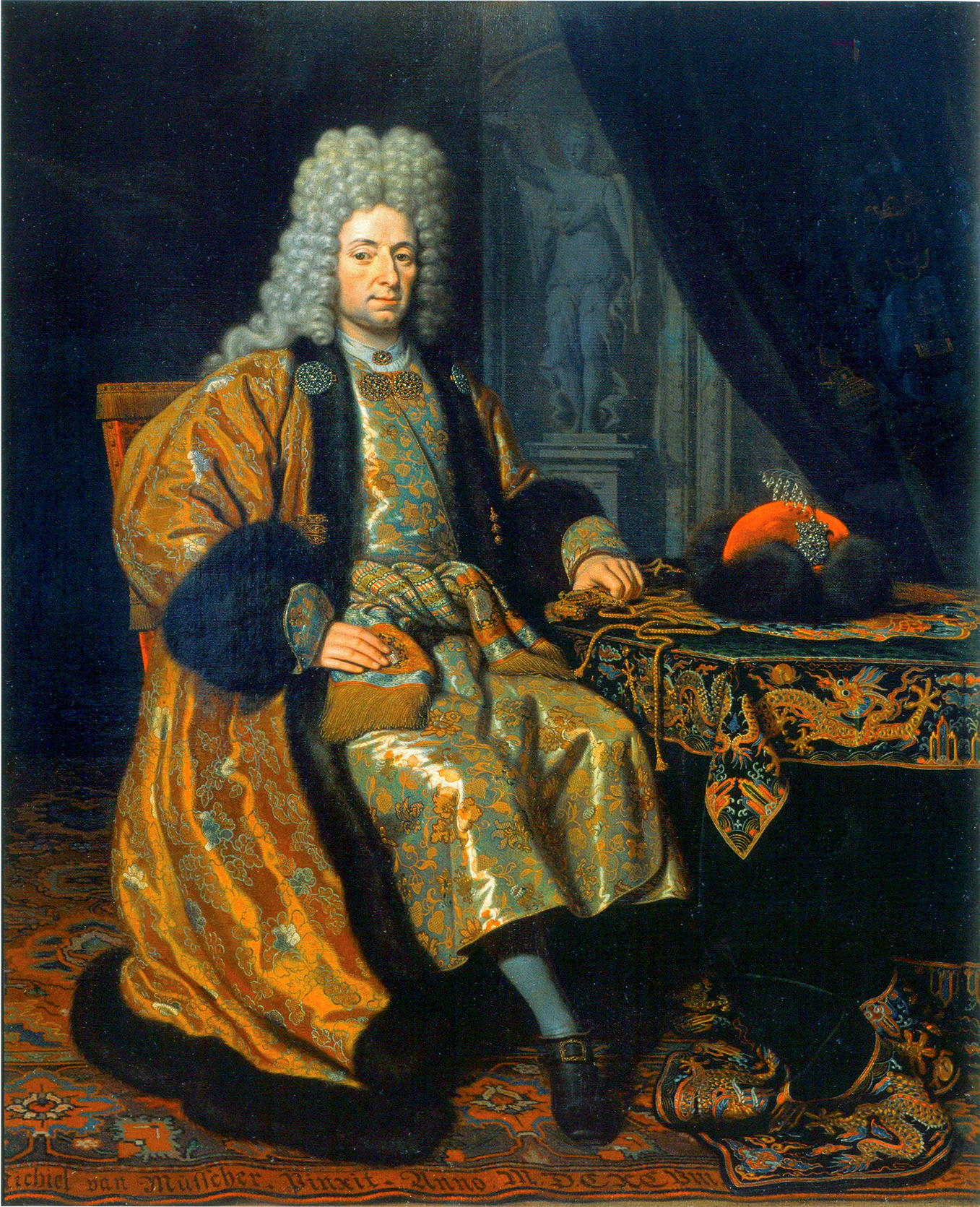
Міхаель ван Мюшер. «Франц Лефорт», 1698 р.
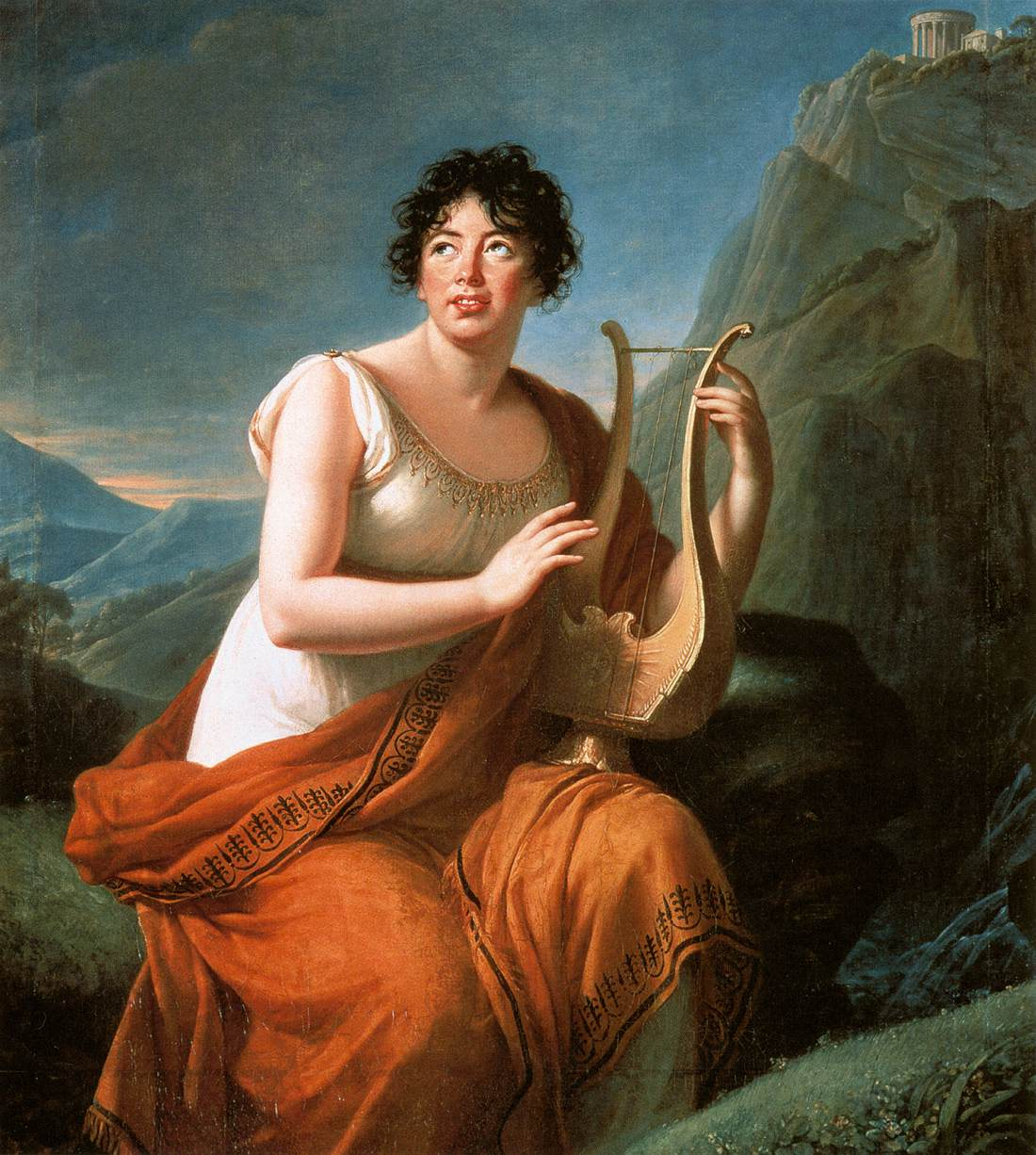
Елізабет Віже-Лебрен. «Мадам де Сталь як Корінна на скелі»
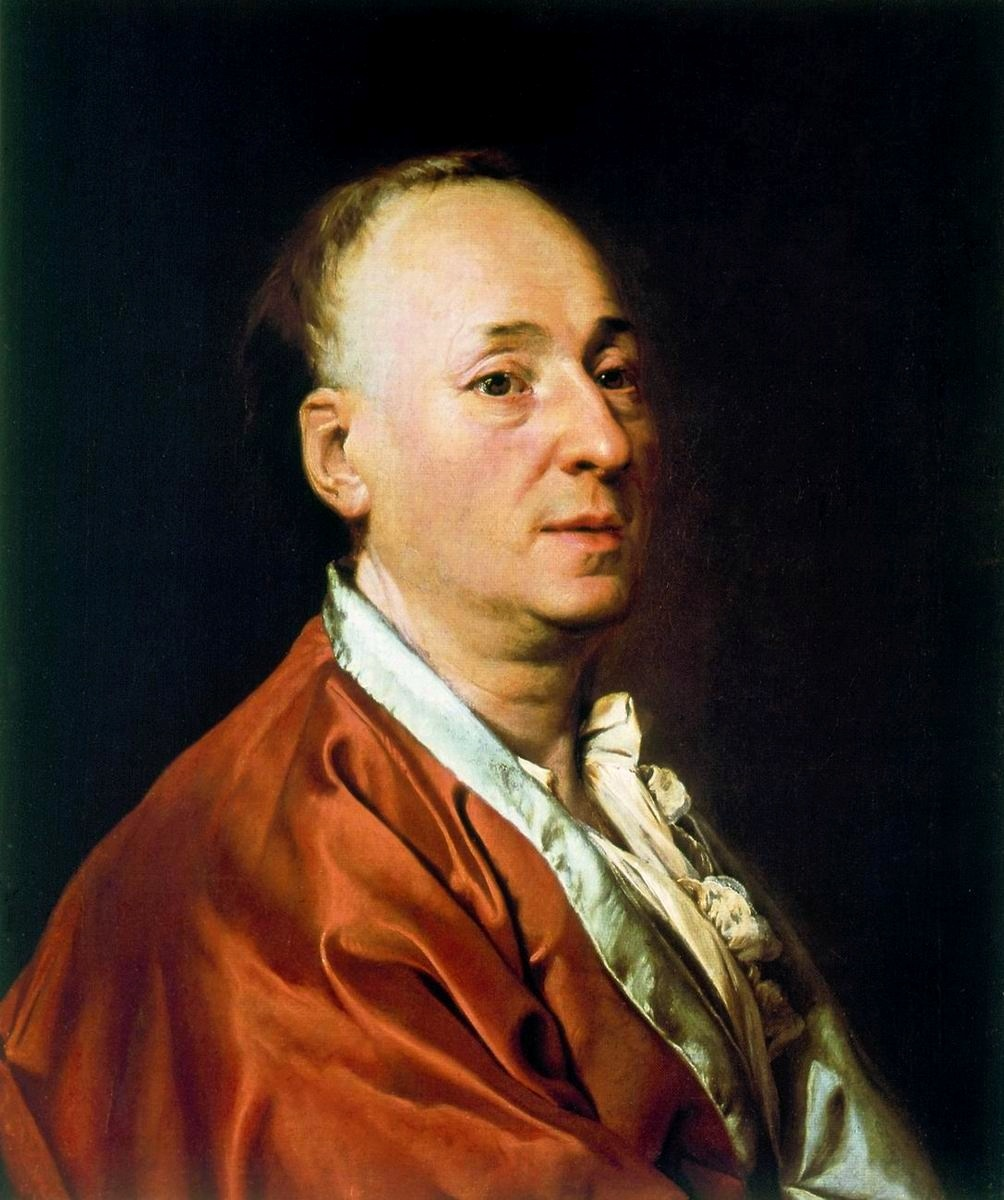
Левицький Дмитро Григорович. Письменник і філософ «Дені Дідро», 1773 р.
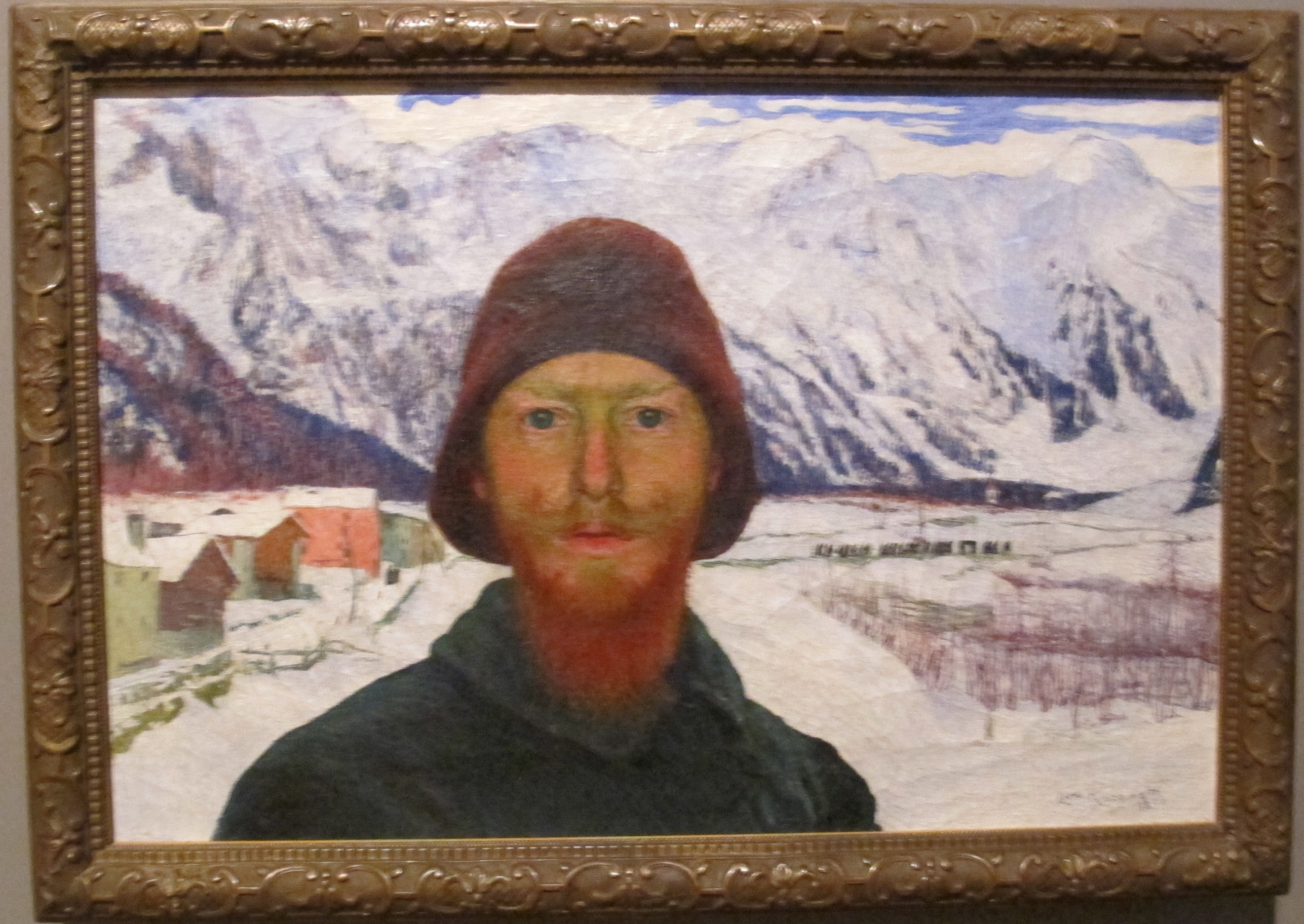
Джованні Джакометті. «Автопортрет», 1899 р.
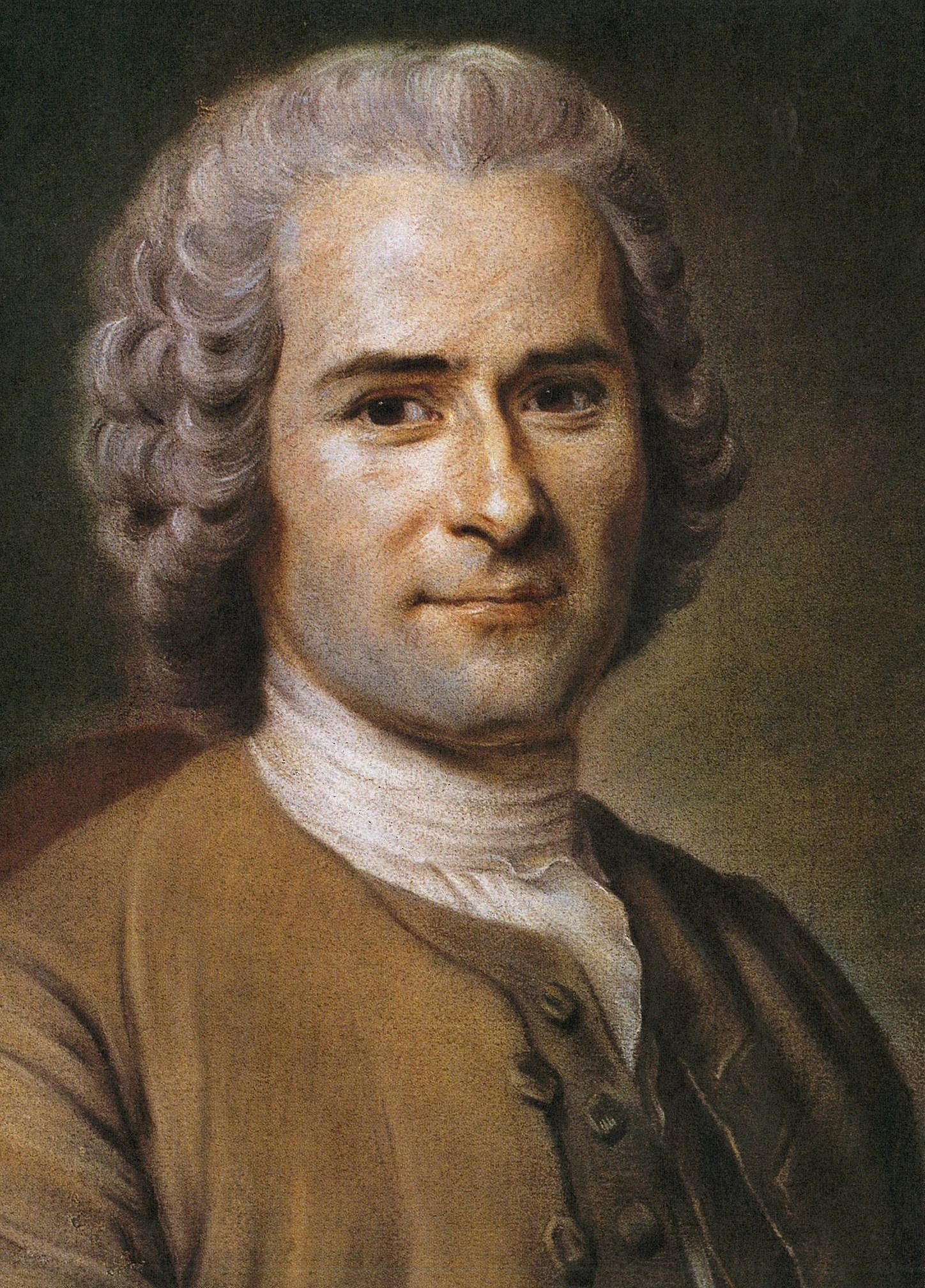
«Жан-Жак Руссо». Портрет, художник Моріс Кантен де Ла Тур, 1753, пастель
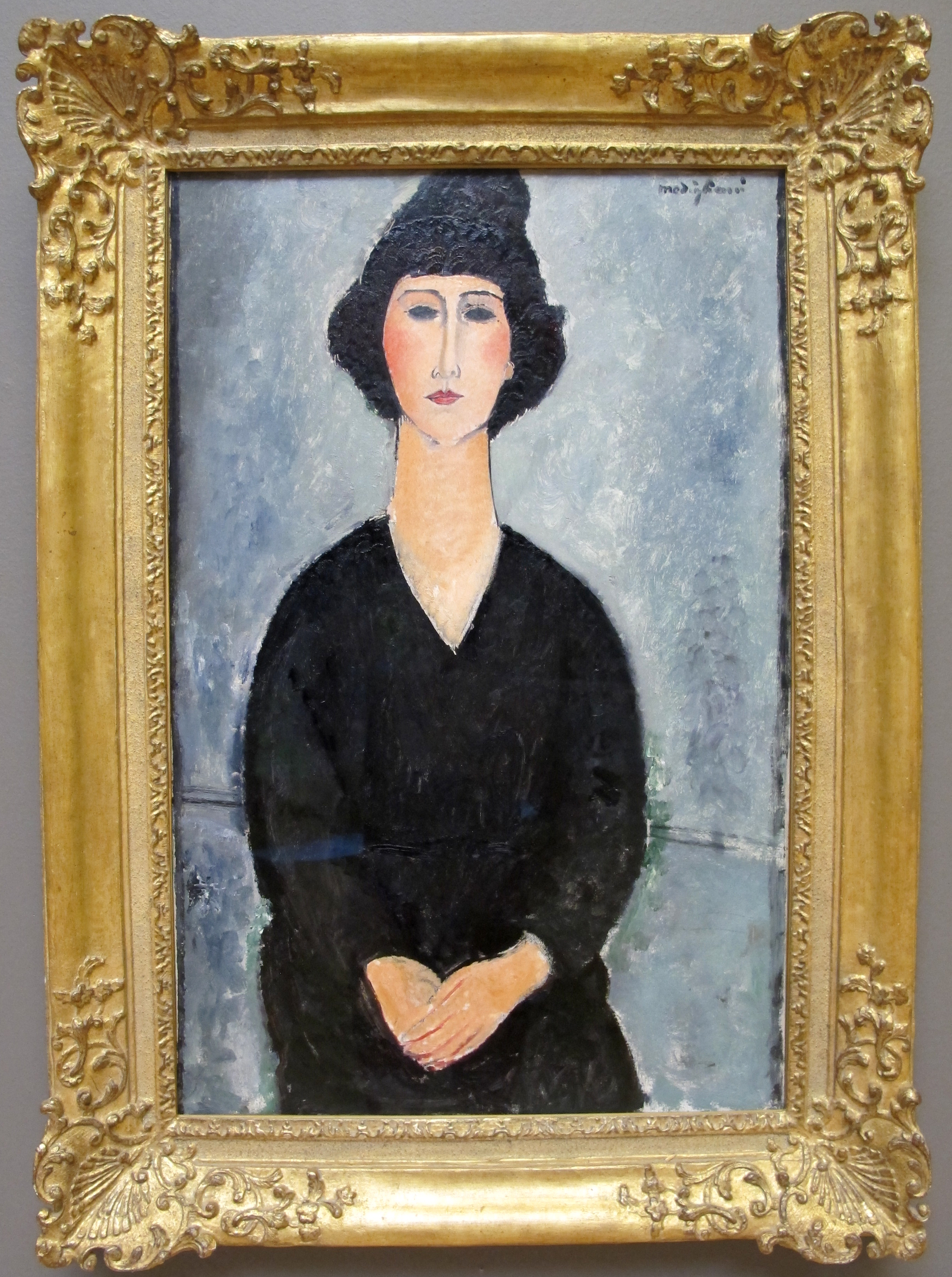
Амедео Модільяні. «Пані в чорному», 1917 р.

## Живопис в різних жанрах

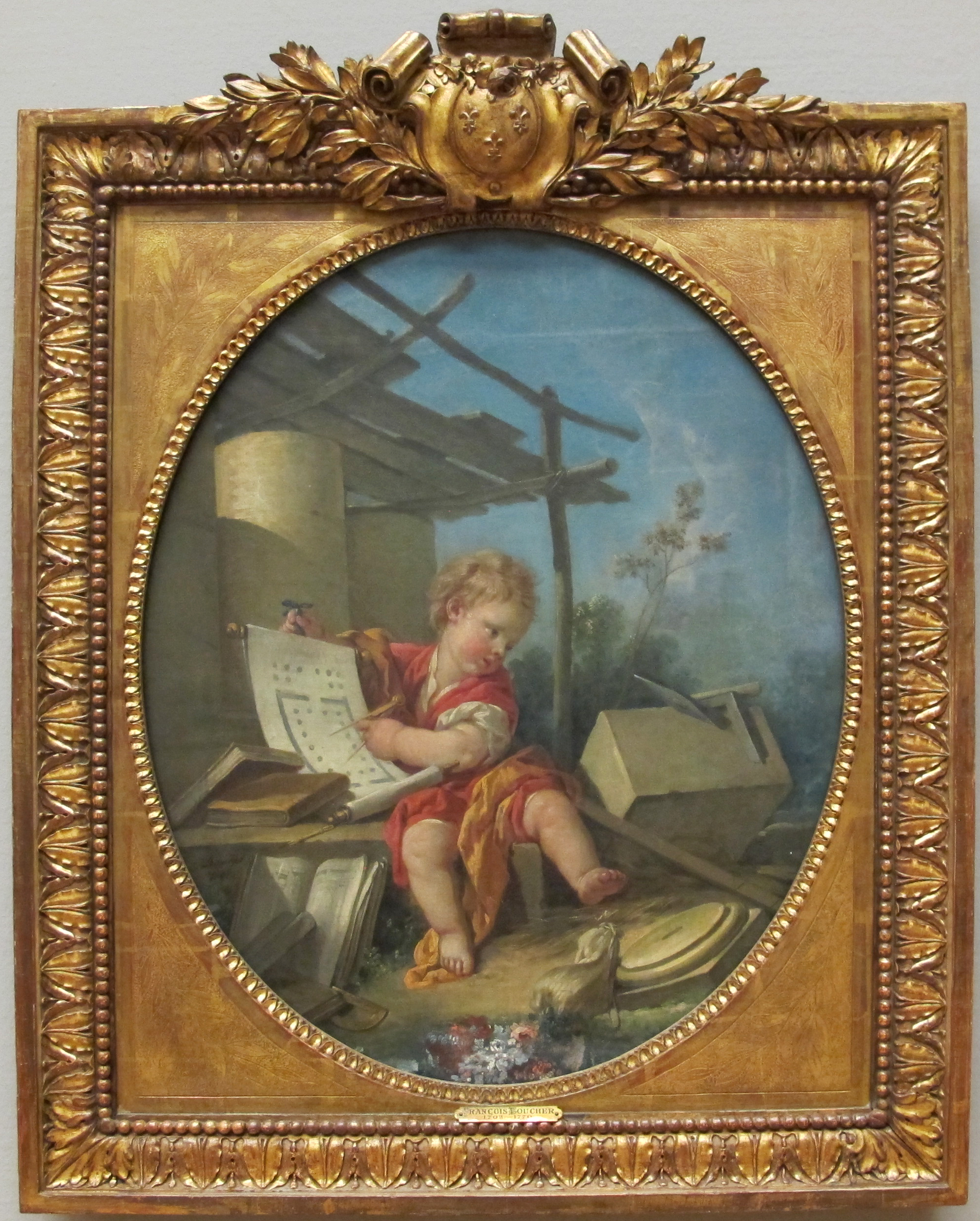
Франсуа Буше. «Алегорія архітектури».

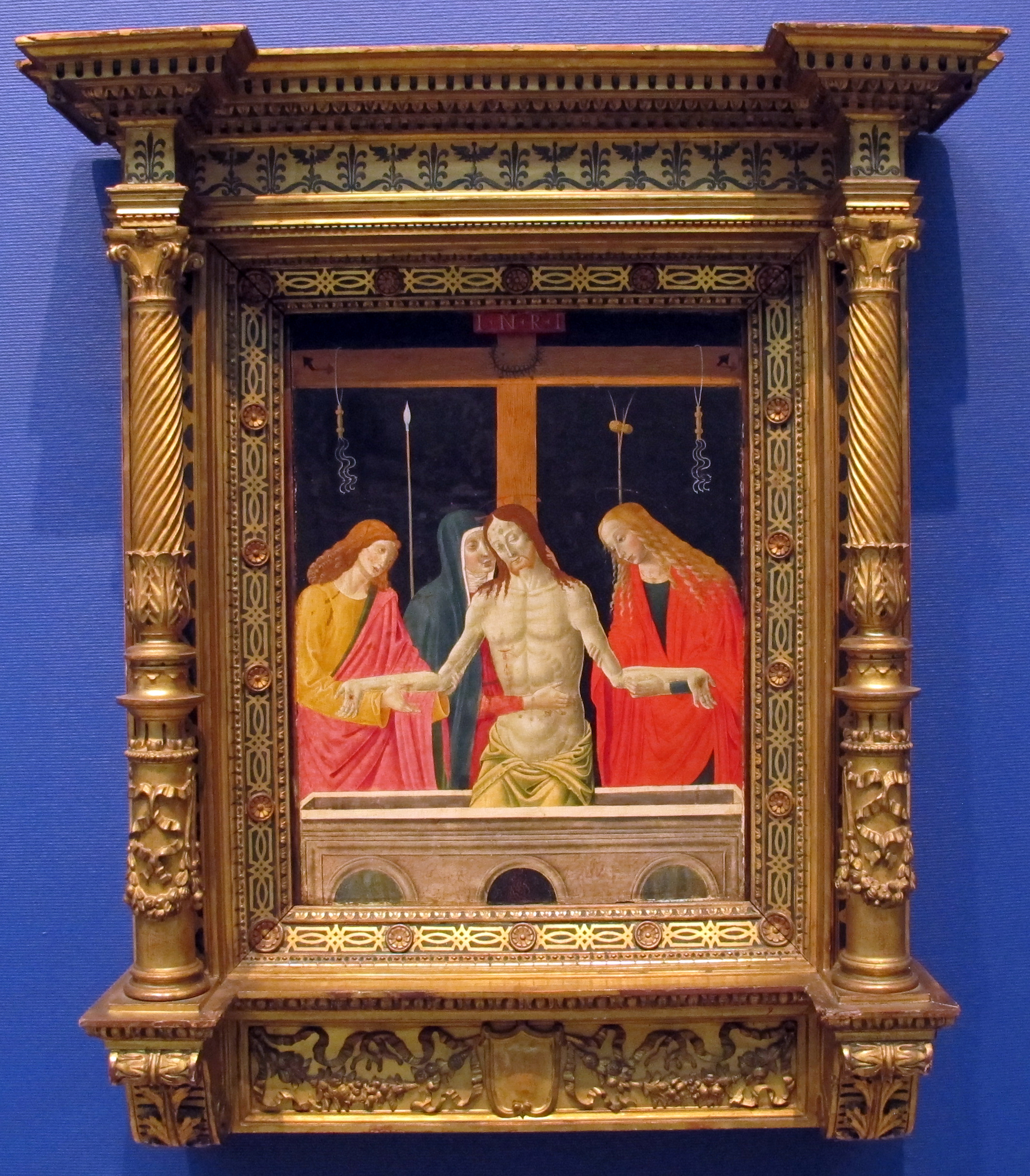
Алессо ді Беноццо. «П'єта», 1490 р.
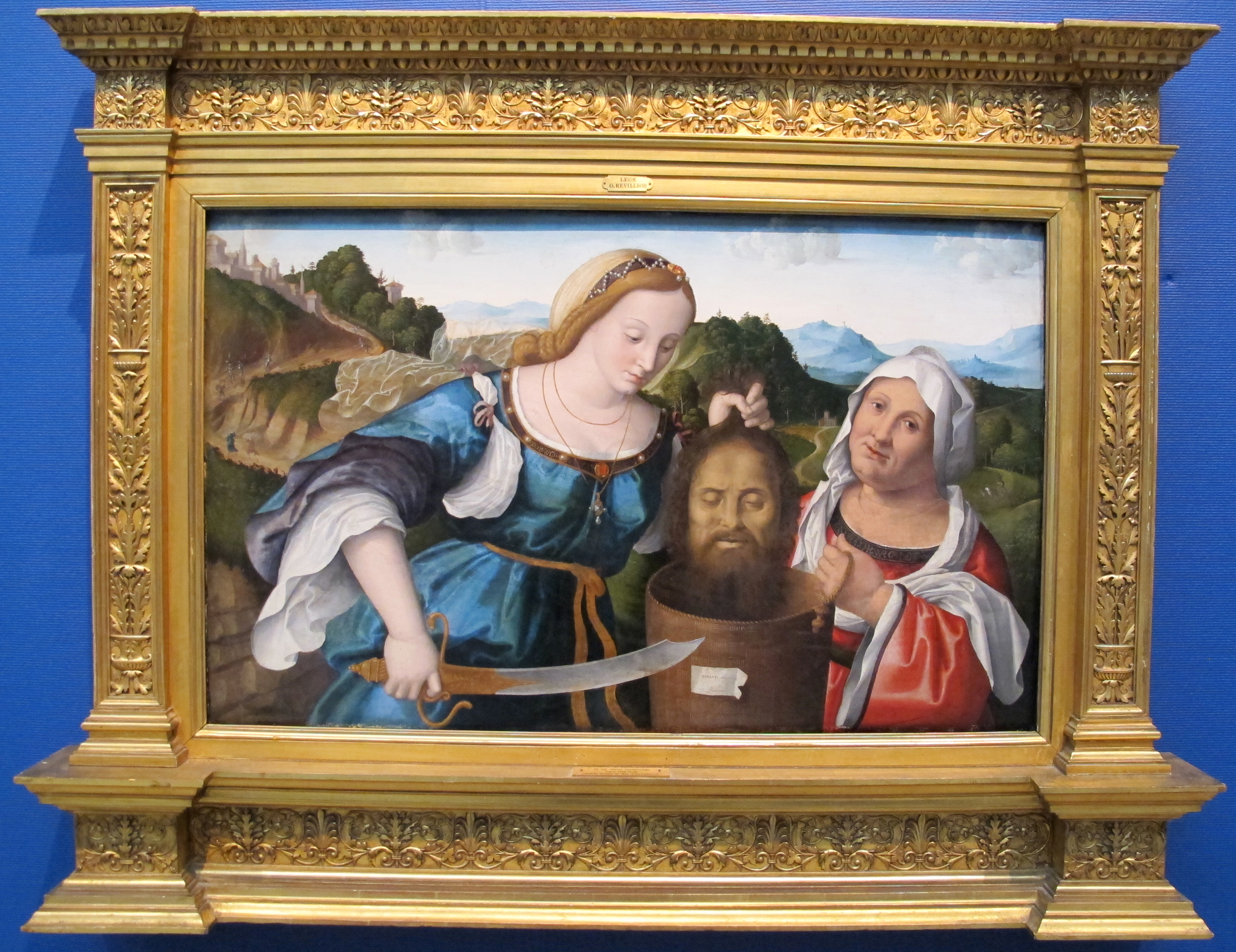
Марко Пальмеццано. «Юдиф з головою Олоферна», Женевський музей мистецтва і історії, Швейцарія
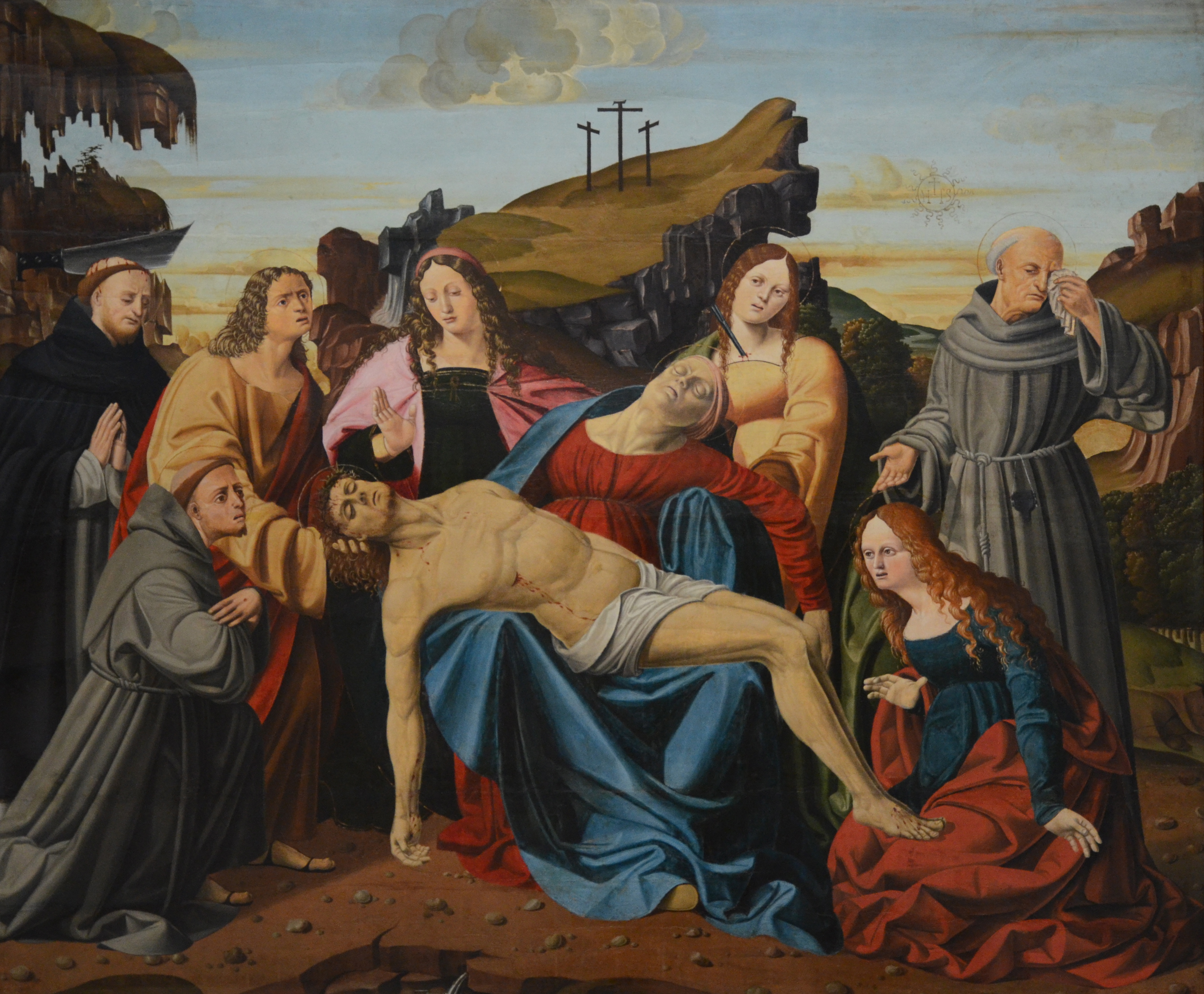
Альвізе де Донаті, «П'єта», бл.  1515 р.
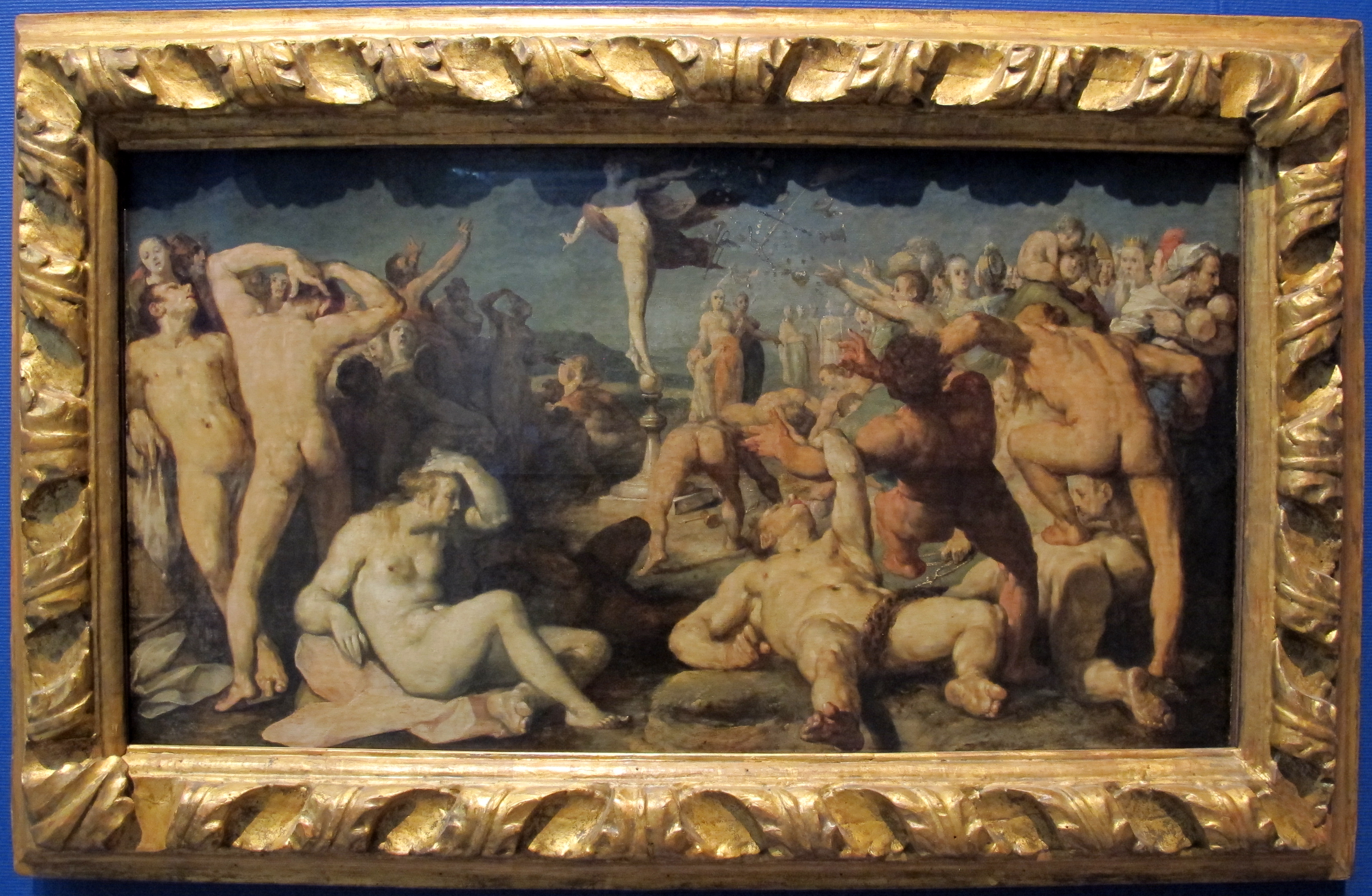
Корнеліс ван Харлем. «Алегорія Фортуни», 1590 р.
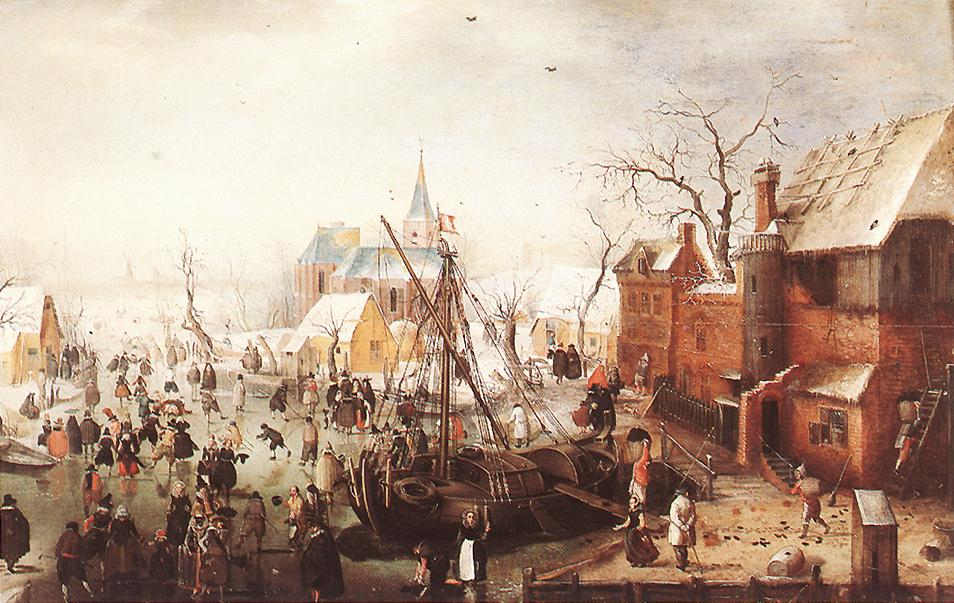
Гендрік Аверкамп. «Зима в місті Ізелмюйден», 1613 р.
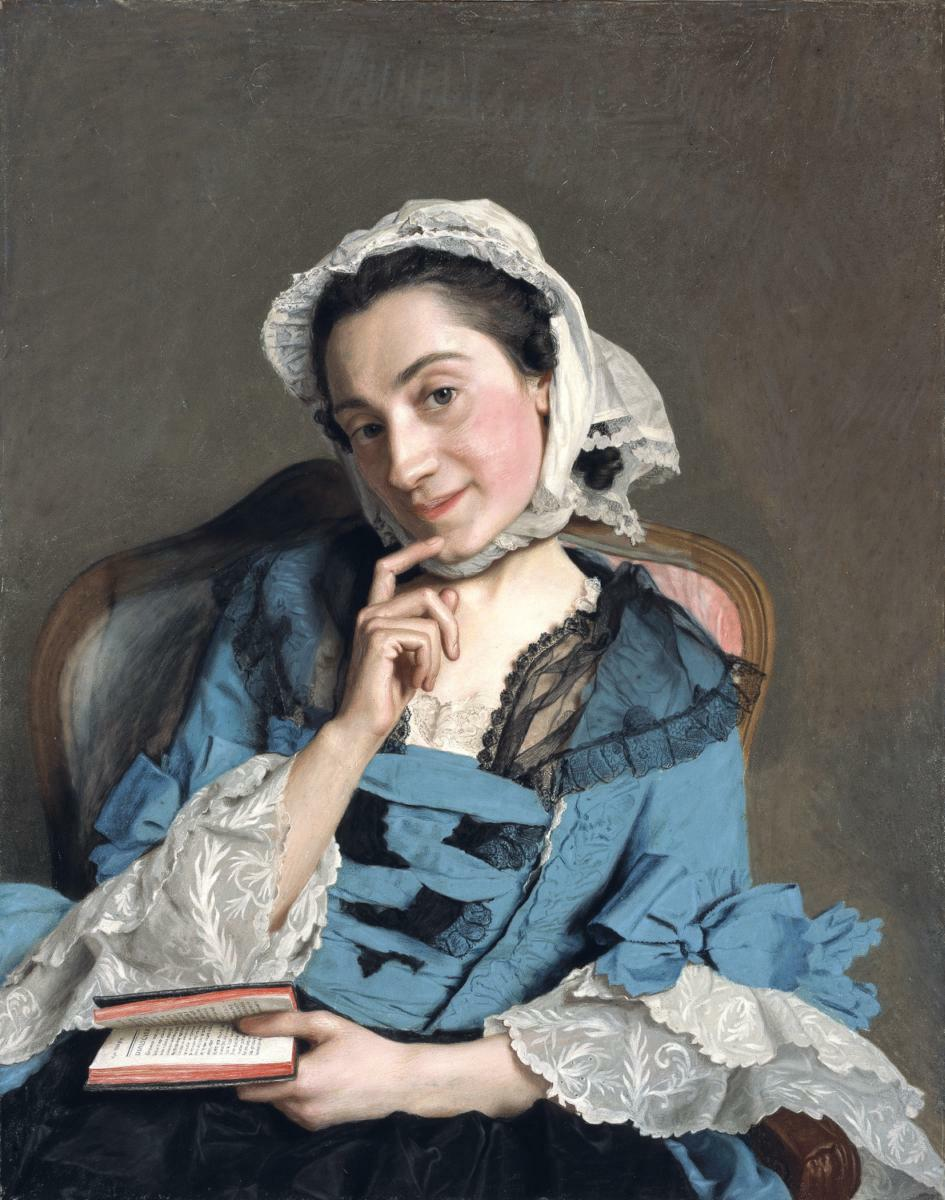
Жан Етьєн Ліотар. Луїза д'Епіне, 1759 р.
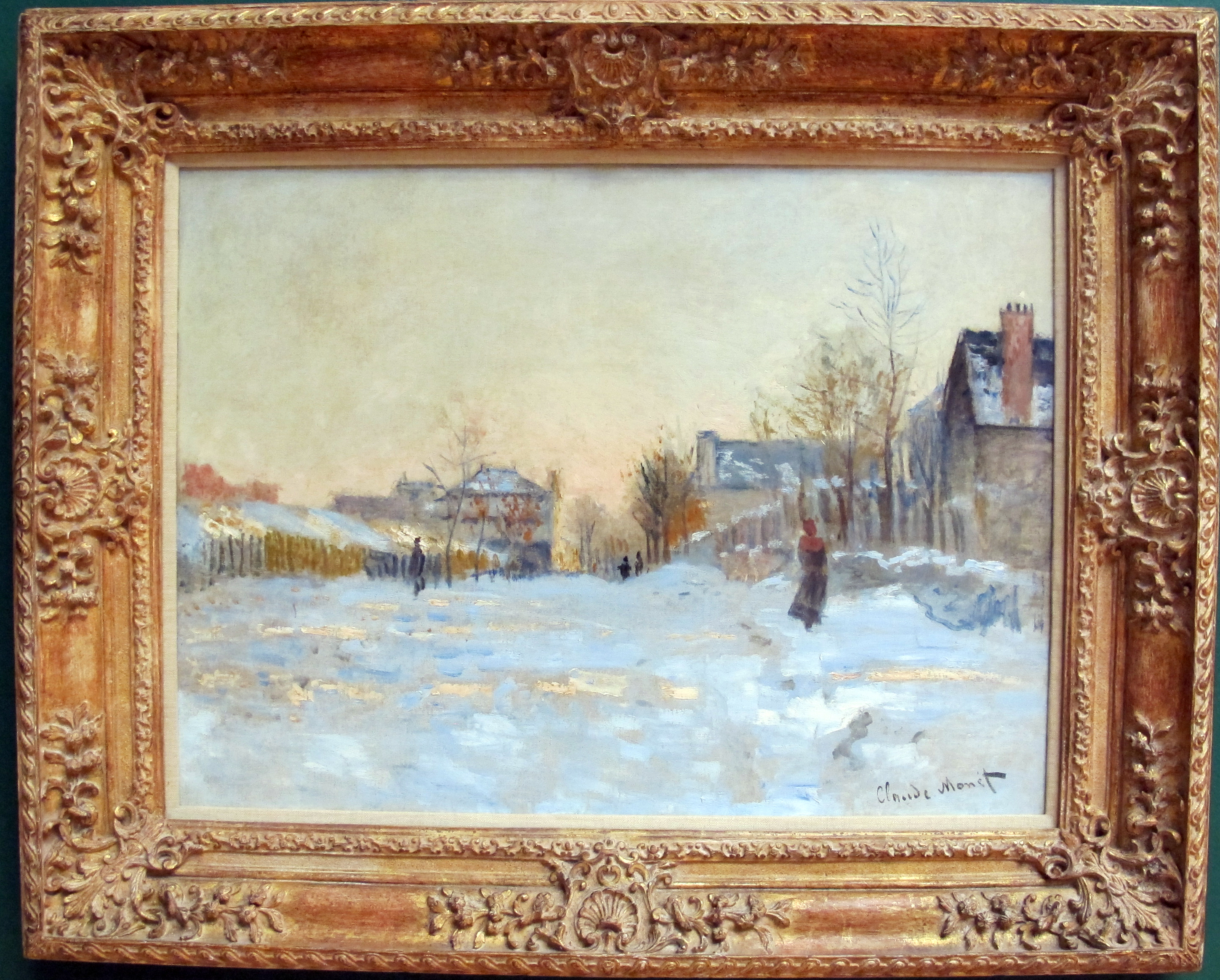
Клод Моне. «Сніг у Аржантейлі», 1875 р.
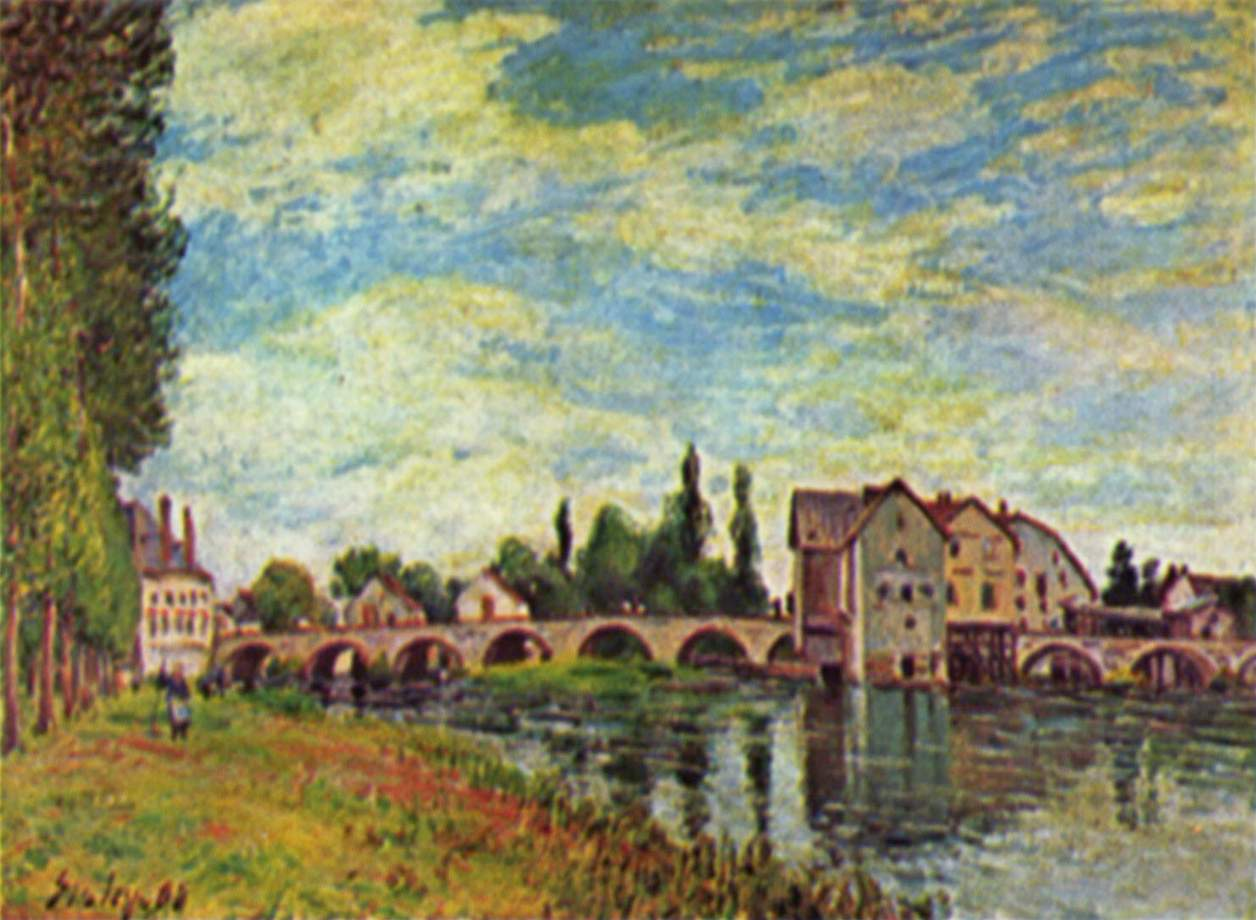
Альфред Сіслей. «Міст і млин в містечку Море», 1888 р.
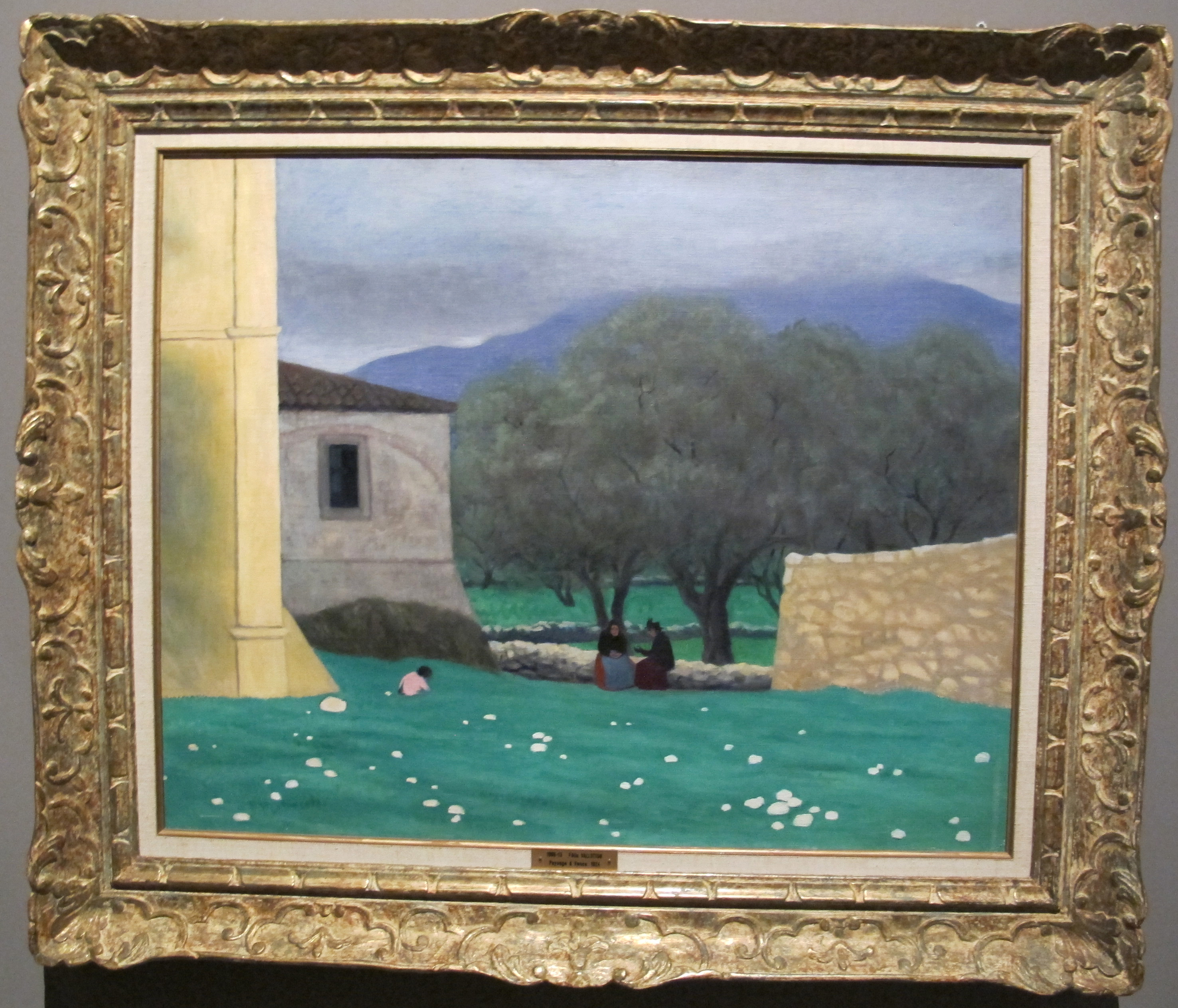
Фелікс Валлотон, «Пейзаж з фігурами жінок у місті Ванс», 1924 р.